# Batman
Batman (fonetikusan: /ˈbætmæn/; ’Denevérember’) Bob Kane rajzoló és Bill Finger író kitalált szereplője, a város őrangyala és szuperhős a DC Comics képregényeiben. Először az amerikai National Publications kiadó Detective Comics nevű antológiájának 27. számában jelent meg 1939 májusában. A szereplő visszatérő kísérő jelzője többek között a „sötét lovag”, a „köpenyes igazságosztó” és „a világ leghatalmasabb nyomozója”. 
A karakter nappali személyisége Bruce Wayne, a milliárdos playboy és filantróp.  Éjszaka azonban, Batmanként, mint igazságot osztó „denevérember” őrködik városa, Gotham City utcái felett.                                   

## Személyisége
Batman úgy vált Bruce Wayne titkos személyazonosságává, hogy Wayne gyermekként, miután szülei rablógyilkosság áldozataivá váltak, megesküdött, hogy egész életében a bűn ellen fog küzdeni. Felnőttként testi erejét és ügyességét, deduktív nyomozó képességeit és tudományos jártasságát felhasználva, denevért mintázó sötét álruhában portyázik éjszakánként Gotham City felett. 
Kalandjai során számos szövetséges támogatja, köztük ifjú társa Robin, hűséges komornyikja, Alfred Pennyworth, és Gotham városának egyik rendőrfelügyelője, James Gordon. Ellenfelei a közönséges bűnözők mellett gyakran zavart elméjű, néha groteszk megjelenésű bűnözők, mint a sorozatgyilkos bohóc, Joker, a leginkább az arisztokrácia karikatúrájára emlékeztető gengszter, Pingvin, a hasadt személyiségű Kétarc, és a szexepiles tolvaj, Macskanő.

## Adaptációk
A szereplő képregénybeli történetei nem korlátozódnak az eredetileg sötét és kegyetlen igazságosztó kalandjaira, bár legmaradandóbb hatású írói, köztük Kane, Dennis O’Neil, Steve Englehart, Frank Miller és Jeff Loeb művei révén leginkább ezt a stílust társítják hozzá. 
Első megjelenése után szinte azonnal nagy népszerűségre tett szert az olvasók körében. Batman személyiségét, megjelenését és környezetét az évtizedek során számos alkotó alakította. A főszereplésével készült egyéb művek, elsősorban mozifilmek és televíziós sorozatok, gyakran kölcsönösen hatottak egymásra a képregénnyel. Legnagyobb hatású és népszerűségű adaptációi között van az 1960-as években sugárzott, camp stílusú televíziós sorozat, valamint Tim Burton Batman és Batman visszatér, Christopher Nolan Batman: Kezdődik!, A sötét lovag, és a sorozat befejező részeként, a A sötét lovag – Felemelkedés című mozifilmje, valamint Bruce Timm és Eric Radomski animációs sorozata. Nagyrészt ezeknek az alkotásoknak a révén a szereplő a 20. század végére egyike lett kiadója legnépszerűbb, és világszerte legismertebb képregényszereplőinek, és a populáris kultúra egyik jellegzetes és kiemelkedő figurájává vált.
Magyarországon Batman képregényei, a szereplő megszületését követően ötven évvel, 1989-től kezdtek megjelenni változó formában és időközönként. Az 1990-es években a Semic által kiadott Batman majd pedig a Superman és Batman című füzetben. A 2000-es évektől kezdődően gyűjteménykötetekben és antológiák részeként, majd 2014-től a Kingpin kezdett kiadni Batman füzeteket.

## A szereplő megszületése

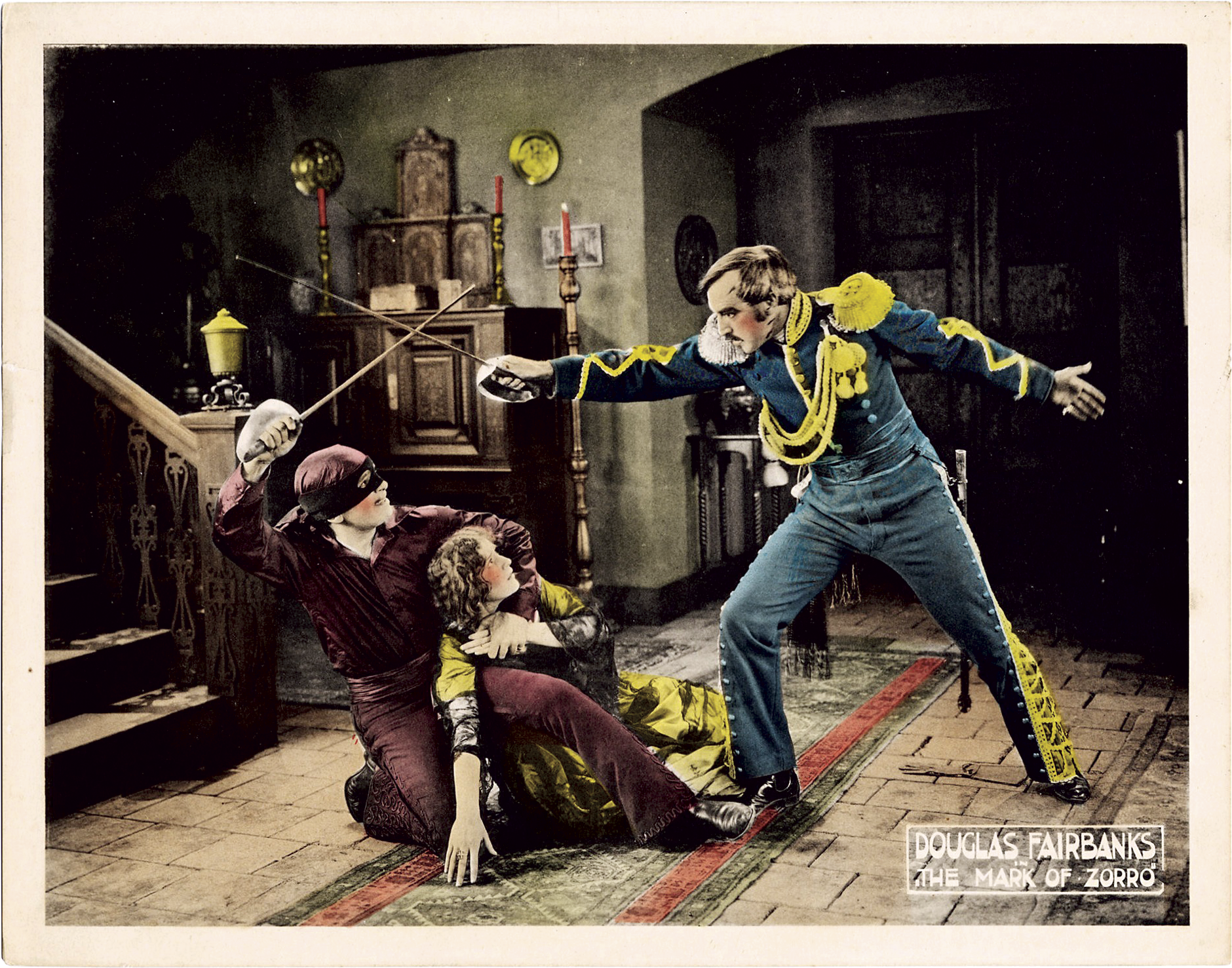
Bob Kane Batman alapvető jellemzőinek, így kettős személyazonosságának és akrobatikus harcstílusának kigondolásakor sokat merített Douglas Fairbanks Zorro-alakításából az 1920-as Zorro jele című filmben

Batman megszületése két fiatal alkotó, Bob Kane és Bill Finger nevéhez fűződik. Kane illusztrátori és rajzolói pályafutását 1936-ban, Will Eisner és Jerry Iger stúdiójában kezdte. A képregények mellett néhány hónapig a Fleischer Studios munkatársaként is dolgozott animációs filmeken. Bár Kane és Finger egy középiskolába jártak, csak valamivel később, egy összejövetelen ismerkedtek meg. Finger cipőeladóként dolgozott, de író szeretett volna lenni. Kane 1938-tól a National Publications, a későbbi DC Comics kiadványai számára készített rövidebb képsorokat és képregényeket, melyekbe Finger, Kane szellemírójaként egyre gyakrabban segített be.
1938 elején, a Jerry Siegel és Joe Shuster által megalkotott Superman sikeres szerepléseit követően az Action Comics oldalain, a National szerkesztői további szuperhősöket is szerettek volna bemutatni a kiadványaikban. Kane Vincent Sullivan javaslatára kezdett dolgozni egy új szereplő ötletén, a Superman által meghonosított szuperhős-elemeket alapul véve. Az általa Bat-Mannek elkeresztelt szereplő ötletét Leonardo da Vinci egyik denevért mintázó ornithopterének rajza adta. Kane szintén sokat merített a Douglas Fairbanks által, a Zorro jele (The Mark of Zorro) című filmben alakított Zorro figurájából is, mely alapján egy emberfeletti képességek nélküli, inkább akrobatikus szuperhőst képzelt el. A szereplő öltözékét a Mary Roberts Rinehart és Avery Hopwood The Bat című broadway-színműve alapján készült film, a The Bat Whispers gonosztevője által viselt denevérruha ihlette. A Bat-Manről készült vázlatait elsőként Fingernek mutatta meg. Az író visszaemlékezései szerint a vázlatokon látható szereplő ekkor még eléggé hasonlított Supermanre: vöröses harisnyát és csizmát viselt. Titkos személyazonosságának megőrzésére egy kicsi domino álarcot hordott, hátán pedig két feszesen kiálló, a denevérekéhez hasonló szárnya volt. Kane és Finger együtt folytatták a szereplő kinézetének finomítását.
Finger javaslatára Kane a szárnyakat köpenyre, a maszkot pedig csuklyára cserélte, melyet denevért idéző hegyes fülek díszítettek. Az öltözék fekete-vörös színét a kék-fekete-szürke kombináció váltotta fel. Az árulkodó ujjlenyomatok elkerülése érdekében, a Bat-Man kesztyűt is kapott. Mikor a szereplőben és annak történeteiben rejlő lehetőségeket vitatták meg, Finger azt javasolta, hogy a Bat-Man legyen egy tudós nyomozó, Fairbanks, Doc Savage, az Árnyék és Sherlock Holmes keveréke. A titkos személyazonosság, az álarcos igazságtevő és a tehetős playboy kettősségének ötlete Kane-től származott, melyet Zorro/Don Diego Vega figurája ihletett. A szereplő polgári nevét, a Bruce Wayne-t Finger javasolta. A Bruce keresztnevet Robert Bruce-tól, a skót hazafitól kölcsönözte, a Wayne-t pedig „Őrült” Anthony Wayne-től, melynek csengése az író számára a gyarmati időket idézte. Kane nyilatkozata szerint Bruce Wayne vonásait, fiatalos és csinos kiállását önmagáról mintázta. Kane és Finger meg voltak győződve róla, hogy olyan hőst sikerült megalkotniuk, aki csak sikeres lehet. Sullivan szintén jónak találta az ötletet és a vázlatokat, főnöke, Jack Liebowitz azonban nem volt meggyőződve róla, hogy a szereplő elnyeri majd az olvasók tetszését, de végül mégis jóváhagyta az ötletét.

## Szerepléseinek története

### A képregény aranykora
Batman első szereplése az 1939 májusában megjelent Detective Comics 27. számában volt. A mindössze hat oldalas The Case of the Chemical Syndicate című történeten egyedül Bob Kane neve szerepelt, Bill Finger szellemíróként névtelenül a háttérben maradt. A történet sikeresnek bizonyult, de Whitney Ellsworth, a füzet szerkesztője átmenetileg elvette Fingertől a sorozatot, aki ekkor közvetlenül Kane-nek dolgozott, és helyére a National Publications saját íróját, a frissen végzett ügyvédet, Gardner Foxot helyezte. Bár Fox csak rövid ideig dolgozott Batman történetein, olyan jellegzetes, az éves során a szereplő elválaszthatatlan részévé vált elemekkel gazdagította azt, mint például denevért mintázó közlekedési alkalmatosságai vagy fegyverekkel és segédeszközökkel teli öve. Kane rajzolói munkáját elsőként egy rövid ideig Sheldon Moldoff kihúzóként és beíróként, majd őt követően Jerry Robinson és George Roussos segítette. Batman eredettörténetét, Kane csak Finger visszatérése után, vele közösen dolgozta ki, mely fél évvel a szereplő első megjelenése után, a Detective Comics 33. számban jelent meg. A visszatekintésében az ifjú Bruce Wayne, aki szemtanúja szülei meggyilkolásának, bosszút esküszik a bűn ellen.
Finger történeteit a kor ponyvairodalmának hatása, köztük elsősorban az Árnyék kalandjaié, valamint James Cagney, George Raft és Humphrey Bogart gengszterfilmjeinek hangulata és melodramatikus jelenetei járták át. A képregény korai képi világra nagyban hatottak a régi, Lugosi Béla főszereplésével készült Drakula-, és más horrorfilmek, valamint Lee Falk és Ray Moore Fantom-, és Chester Gould Dick Tracy-képregényei. Kane szokatlan beállításaival, torzított perspektívájával és erős árnyékolásaival filmes, szinte expresszionista hatást ért el. Batman történetei igen sikeresnek bizonyultak és alig egy éven belül már saját füzetet is kapott, melynek első számában tűnt fel először az idővel Batman legnagyobb ellenfelévé vált Joker, valamint a Macskanő is. Batman Superman mellett a National sarokkövévé vált.
A kiadó szerkesztősége komoly felügyeletet gyakorolt kiadványainak tartalma, így Batman történetei felett is. Az 1940 tavaszán megjelent Batman első száma után, melyben a képregényhős egy géppuskával végzett néhány gonosztevővel, a szerkesztőség megtiltotta, hogy Batman még egyszer lőfegyvert használjon vagy gyilkoljon, valamint a természetfeletti elemeket is a háttérbe szorították. Az ezt követő történetek hangulata is egyre jobban feloldódott, Batman sötét és fenyegető kinézete is visszafogottabbá vált, melyhez nagyban hozzájárult Batman ifjú társának, Robinnak a színre lépése is a Detective Comics 38. számában. Robin, a „csodafiú”, vidám fellépésével és színes öltözékével közel megduplázta a füzet eladott példányszámát.
Batman történetei nem jellemzően, de olykor valós problémákat is feldolgoztak és társadalomkritikát gyakoroltak. Szintén ebben az évben Mort Weisinger lett a Detective Comic szerkesztője, akit 1943-ban Jack Schiff váltott le. Schiff korábban maga is szerzője volt néhány Batman-történetnek. 1941 tavaszán Batman állandó szereplője lett egy harmadik füzetnek is. A World’s Finest Comics első számának borítóján Supermannel együtt volt látható, bár a füzet történeteiben a két hős külön kalandokban szerepelt. Finger továbbra is a Batman-történetek fő írója maradt, de mivel csak nehezen tudta betartani a határidőket, mellette Don Cameron is számos történeten dolgozott. Ebben az időben a Batman szereplésével megjelenő képregényfüzetek, a Detective Comics, a Batman és a World’s Finest Comics jelentős részét tették ki nem csak a National, de a képregénykiadók összesített értékesítési statisztikáinak is. A három füzet havonta eladott példányszáma átlagban 3 millió körül mozgott, de becslések szerint nyolcszor ennyien olvashatták. 1943-tól Batman napi képsorai az újságokban is megjelentek, bár ezek közel sem voltak olyan sikeresek, mint maguk a képregényfüzetek. Kane szinte kizárólag a képsorokon kezdett dolgozni, így munkáját a füzeteken Dick Sprang vette át. Sprang mellett 1946-tól Charles Paris kihúzó határozták meg a Batman-történetek képi világát és a főhős megjelenését.
Miután az Egyesült Államok is hadba lépett a második világháborúban, a képregények azóta megszaporodott szuperhősei is hadat üzentek a tengelyhatalmaknak. Bár Batman is több füzet borítóján volt látható, amint Németország és szövetségesei ellen küzd, magukra a történetekre ez egyáltalán nem volt jellemző. Batman egyedi, sajátos fantáziavilága túlságosan is elkülönült a valódi világ eseményeitől. Will Brooker Batman Unmasked című könyvében úgy véli, hogy a néhány megjelent hazafias Batman-borító inkább szerkesztői utasításra, mintsem az alkotók ötlete alapján született. Batmannek valójában még a Pearl Harbor elleni japán támadás után sem jelentek meg háborús kalandjai. A világháború éveinek változó populáris kultúrája gyakorlatilag nem volt hatással a szereplőre, így az hű maradt a megalkotásakor létrehozott sablonhoz. Ettől függetlenül, és más népszerű szuperhősökhöz hasonlóan, a füzetek hirdetéseiben Batman és Robin is arra biztatta fiatal olvasóit, hogy vásároljanak háborús kötvényeket és bélyegeket, hogy ezzel támogassák hazájukat. Bár az Egyesült Államoknak a tengelyhatalmak elleni küzdelme nem volt jellemzően központi témája Batman füzeteinek, a téma, így például a nemzetiszocializmus elleni harc áttételesen megjelent egyes történetekben.

#### Az atomkor
A második világháborút követően a szuperhősök népszerűsége fakulni kezdett, és ez a képregényfüzetek eladott példányszámában is megmutatkozott. Mivel Batmannek és társának még ezekben az időkben is sikerült megőriznie olvasótáborát, a National Publications velük próbálta más füzeteinek eladását növelni. Robin önálló kalandjai állandó helyet kaptak a Star Spangled Comics oldalain az 1947 februárjában megjelent 65. számától kezdődően. Bár a történetek főszereplője Robin volt, Batman is számos alkalommal feltűnt bennük. A kiadó képregényfüzeteinek történetei a háború után egyre kevesebbet foglalkoztak – akárcsak érintőlegesen is – a valós szociális és politikai problémákkal. Batman korábban sötét és fenyegető világa is egyre inkább „derűssé és színessé” változott. Többé már nem a rejtélyes törvényen kívüli igazságtevő képében jelent meg, hanem a rendőrséggel együttműködő hősként és apafiguraként. Az 1952 júniusában megjelent Superman 76. száma után, melyben Superman és Batman első alkalommal szerepelt közös történetben, az eladás növelése érdekében 1954-ben, a 71. számmal a World’s Finest Comics füzete is megújult, hogy helyet biztosítson a két szuperhős közös kalandjai számára.

### Az ezüstkor
Batman és az amerikai képregény történetében fordulópontot jelentett Fredric Wertham 1954-ben megjelent Seduction of the Innocent című könyve, melyben a pszichiáter a médium fiatalokra kifejtett negatív hatását tárgyalta. Wertham a Batman-történetek légkörét homoszexuálisnak és nőellenesnek nevezte. Megítélése szerint Batman/Bruce Wayne és Robin/Dick Grayson a homoszexuálisok vágyálmaihoz hasonló életet élnek. A könyv által kiváltott visszhang, még annak megjelenésének évében a Comics Code bevezetéséhez vezetett. A képregénykiadók szigorú szabályrendszer szerint kezdtek cenzúrát gyakorolni saját kiadványaikban. Hogy a National Publications elkerülje még a homoszexualitás látszatát is a Batman-történetekben, 1955-től több új, köztük női szereplőt helyeztek a főhős környezetébe. Ezzel a lépéssel egy hagyományos értelemben vett család, egyfajta „Batman család” képét próbálták kialakítani a történetekben. A Batman család első tagja Ace, a „denevérkutya” volt, akit Batwoman, a „denevérasszony”, a koboldra emlékeztető Bat-Mite, valamint Bat-Girl, a „denevérlány” követett. Hogy a fiatalok ne utánozhassák a füzetben látható erőszakos bűncselekményeket, a történetek színtere egyre inkább a tudományos fantasztikum lett. Will Jacobs és Gerard Jones képregénytörténész Batman sci-fi korszakának kezdetét az 1957 decemberében megjelent Detective Comics 250. számától számítja.
Bár az 1950-es évek végén valóban megsokasodtak a fantasztikus, tudományos-fantasztikus elemekben bővelkedő Batman-történetek, valójában ezek a szereplő korábbi kalandjaitól sem voltak idegenek és már 1941-től jelen voltak. Az új és bizarr történetek elsősorban Irwin Donenfeld szerkesztői hatásához, képi világuk pedig Sheldon Moldoffhoz köthető. Moldoff korábban, 1939 folyamán egy rövid ideig Kane asszisztenseként is dolgozott. Mikor a történetekben nem földöntúli világokból érkezett lények szerepeltek, maga Batman ment keresztül különös átváltozásokon. Időközben, a második világháború óta először, a szuperhősök ismét egyre népszerűbbé váltak az olvasók körében. A National kísérleti jelleggel néhány újjáalkotott régi és új hősét egy csoportba tömörítette. Batman 1960-ban, a The Brave and the Bold 28. számában a szuperhősökből álló Amerikai Igazságliga alapító tagjaként tűnt fel, bár a csapat későbbi történetekben alig volt látható.
1964-re Batman füzeteinek eladott példányszáma egyre jobban csökkent. A National vezetői között még az is szóba került, hogy megszabadulnak a szereplőtől. Batman és történeteinek megújításával Julius Schwartz szerkesztőt bízták meg, aki már korábban sikeresen modernizálta a kiadó több szereplőjét is, például Flash-t és Zöld Lámpást. Schwartz elsősorban nem szuperhősnek, hanem „valóságos" hősnek tekintette Batmant. Megszüntette a szereplő bizarr átváltozásaival és idegen lényekkel kapcsolatos történeteit, valamint minden különösebb magyarázat nélkül elhagyta a Batman család tagjait, mintha azok soha nem is léteztek volna Batman kitalált világában. Az új Batman-történetek és Schwartz szerkesztői munkásságát jelző első füzet az 1964 májusában megjelent Detective Comics 327. száma volt. Carmine Infantino rajzoló és Joe Giella kihúzó az elmúlt évtizedek során kialakult képi világhoz képest egy jóval valósághűbb légkört teremtett a szereplőnek. Schwartz Batman modernizálásával párhuzamosan visszatért annak megalkotóinak, Kane-nek és Fingernek eredeti elgondolásához: a hangsúlyt a rejtélyes detektívtörténetek hangulatára helyezte.
Az újítások ellenére Batman népszerűsége, és vele együtt füzeteinek eladott példányszáma 1965-ben tovább csökkent. A kiadó ismét a kiadványok megszüntetését fontolgatta. Nem sokkal azután, hogy Schwartz elkezdte munkáját a sorozaton, az ABC és a 20th Century Fox megállapodást kötött a Nationallal, hogy televíziós sorozatot készítsenek Batman kalandjaiból. A készülő sorozat producere William Dozier lett és maga Bob Kane népszerűsítette. A Batman első epizódját 1966 januárjában sugározták, mely azonnal hatalmas sikert aratott és magára a képregényekre is jelentős hatással volt. Batman füzete addigi történetének legsikeresebb időszakát élte. A premiert követően megjelent első Batman-füzet 1 000 000 darab példányának 98%-át értékesítették, majd az ezt követő hónapok folyamán is elérte a közel 900 000 példányt. Erre a szuperhős-képregények körében az 1950-es évek óta nem volt példa. Batman füzetének eladása 1966 és 1967 között megduplázódott a korábbi évekéhez képest, mellyel a legsikeresebb képregénnyé vált. Kane 1966-ban, huszonnyolc év rajzolói közreműködése után úgy döntött, hogy visszavonul a képregényiparból, melyben közrejátszott Infantinóval való nézetkülönbsége is. 1967-ben a Kane-nek dolgozó Moldoff is elhagyni kényszerült Batman történeteit, amikor a National vezetése úgy döntött, hogy teljesen a saját felügyelete alá vonja a munkafolyamatot. A televíziós sorozat hatása révén született meg az új Batgirl, Barbara Gordon, és ekkor tért vissza Alfred Pennyworth is a füzetek oldalaira. A képregény és a televíziós sorozat hatása egymásra kölcsönös volt. Míg a filmkészítők átvették a képregény szereplőit, helyszíneit és más elemeit, addig a képregénybe is egyre jobban kezdett beépülni a sorozat camp stílusa. Az ironikus, fiatal és idősebb korosztályt egyaránt célzó párbeszédek gyökerei azonban már a televíziós sorozat adásba kerülése előtt is megfigyelhetők voltak a füzetekben.
A televíziós sorozat iránti érdeklődés azonban éppen olyan gyorsan alábbhagyott, mint amilyen gyorsan fellobbant. A nézettség már 1966 őszén csökkenni kezdett, a sorozatot pedig a harmadik évaddal, 1968-ban meg is szüntették. A rövid, de annál sikeresebb „denevérmánia” ideje alatt a Batmanhez kapcsolt termékek több tízmillió dolláros forgalmat jelentettek a kiadó számára. Mivel azonban a National vezetése utasította Schwartzot, hogy a képregénytörténetek kövessék a televíziós sorozat stílusát, annak hanyatlásával a füzetek iránti érdeklődés is újra visszaesett. Eközben a National más kiadványai, köztük a The Brave and the Bold is az eladások csökkenésével szembesült. Az antológia írója, Bob Haney javaslatára, 1966 őszétől a kiadvány főszereplője Batman lett, akit kísérletképpen minden számban a kiadó más-más szuperhősével szerepeltetett együtt. Mivel Schwartz és a The Brave and the Bold szerkesztője, Murray Boltinoff nem egyeztették munkájukat, a The Brave and the Bold történeteiben megjelenő Batmanre nem volt látványos hatással a televíziós sorozat camp stílusa. Az antológiához másfél évvel később, a 79. számmal csatlakozott Neal Adams rajzoló, aki addig sikertelenül próbált bekerülni a Batman és a Detective Comics alkotói közé. Adams valósághű képi világa és ezzel együtt a régi történeteket idéző melodramatikus beállításai meghatározóan hatottak a szereplőnek és kalandjainak új arculatára. Az 1969 decemberében megjelent Batman 217. számában Schwartz és Frank Robbins író a One Bullet Too Many című történetben Batman társát, Robint is eltávolították a sorozatból, így Batman ismét magányos hőssé vált.

### A bronzkor
Dennis O’Neil író 1970-től kezdett dolgozni Batman történetein, csakúgy mint Dick Giordano szerkesztő, aki számos történeten kihúzóként is közreműködött. O’Neil és Adams első közös munkája az 1970 januárjában, a Detective Comics 395. számának oldalain megjelent The Secret of the Waiting Graves című történet volt. Bár Schwartz, Adams, O’Neil és Giordano hatása igen erőteljes volt, az alkotói csapat gyakori változása miatt együtt csak néhány történeten dolgozott, így például O’Neil és Adams személyesen is csak ritkán találkoztak. Batman O’Neil és Adams munkáiban gyakran az elmúlt években megszokottól eltérő környezetben és helyzetben tűnt fel. A két alkotó közös története például a A Vow from the Grave és a Night of the Reaper. A televíziós sorozat után Batman történetei visszatértek a kezdetekhez és azok sötét, rejtélyes, Sherlock Holmes-féle detektív kalandjaihoz. A szerkesztői döntéstől és O’Neil munkájától függetlenül más alkotókban is lemerült az igény, hogy Batman visszatérjen „sötét gyökreihez”. Az akkor még pályájuk elején álló Len Wein és Marv Wolfman írók saját kezdeményezésükre készítettek el egy, a korábbi években megszokottjainál sötétebb történetet. Mikor Wein és Wolfman először felkeresték Schwartzot a The House that Haunted Batman című történetükkel, a szerkesztő visszautasította azt. Később azonban Schwartz, Adams közbenjárásának is köszönhetően, aki egyéb munkái mellett több hónap alatt rajzolta meg a történetet, engedélyezte annak megjelenését. „Ez volt Batman megújulása, visszatérése az aranykori, »a bűnözés nem kifizetődő«-idealizmusához” – írja Marc Cotta Vaz Batman ekkori átalakulásáról. A folyamatban szintén jelentős szerepet játszó Jim Aparo rajzoló első Batman-története a The Brave and the Bold oldalain jelent meg 1971-ben. A sötét és rejtélyes kalandok mellett Batman füzeteiben az Egyesült Államok fokozódó társadalmi problémái, a szélsőséges csoportok tevékenysége is megjelent, így például Frank Robbins író történeteiben.
Adams néhány év után elhagyta a National Publicationst, 1972 után már csak néhány munkája jelent meg a kiadónál. Giordano lemondott szerkesztői beosztásáról és rajzolóként folytatta munkáját Batman történetein. Archie Goodwin 1973 novemberében egy évre vette át a Detective Comics szerkesztését Schwartztól. Goodwin íróként is közreműködött a sorozaton és elsősorban Walter Simonson rajzolóval dolgozott együtt. Szerkesztői munkássága alatt a Detective Comics tartalmának nagy részét újranyomtatott történetek tették ki, melynek elsősorban takarékossági okai voltak. 1975-ben a National, ami egy évvel később hivatalosan is felvette a DC Comics nevet, több Batman-szereplőhöz, köztük a Batman család tagjaihoz és még a főhős ellenfeléhez, Jokerhez kapcsolódó új sorozatot is indított, de ezek közül egyik sem volt hosszú életű. Robin és Batgirl kalandjai beolvadtak a Detective Comics történetei közé. Schwartz szerkesztőként való visszatérése után alkalmazta Marshall Rogers rajzolót, akinek első Batman-története 1976 végén jelent meg. Rogers többek között Steve Englehart íróval és Terry Austin kihúzóval is együtt dolgozott a Detective Comicsban megjelent több történeten. Englehart, Marshall és Austin egyik legismertebb, idővel klasszikussá vált közös története az 1978-ban megjelent The Laughing Fish. Gerry Conway író történetei szintén 1976 végétől jelentek meg a Detective Comics oldalain, melynek 1980-tól rendszeres írója is lett, csakúgy mint a Batmannek 1981-től. Conway számos munkája Don Newton rajzoló közreműködésével született meg, aki nagyjából vele egy időben kezdett dolgozni a szereplő történetein. 1979-ben Paul Levitz vette át Schwartz szerkesztői feladatait, aki a Superman-füzetek felügyeletével folytatta munkáját.
Levitz legfőbb hozzájárulása Batmanhez, hogy szilárd hátteret biztosított a szereplő számára. Olyan általános szabályrendszert vezetett be, melyet minden írónak be kellett tartania. Nevéhez főződik szintén az 1980-ban megjelent The Untold Legend of the Batman című három részes minisorozat is, mely a füzetek jelentősebb szereplőinek hátterét mutatta be. Wein 1979-ben, Englehart után lett, és maradt közel két évig a Batman rendszeres írója. 1980-ban Batman füzeteinek eladott példányszáma ismét mélypontot értek el, ami újabb takarékossági intézkedéseket vont maga után, így például a Detective Comics oldalszámát is csökkentették. Levitz későbbi nyilatkozata szerint ennek a döntésnek visszatekintve pozitív hatása is volt, mivel így a sorozat kisebb szereplői helyett ismét Batmanre helyeződött a hangsúly. Mikor két év után, 1981-ben Levitz új beosztást kapott, a Batman történetek szerkesztését Dick Giordano vette át. Giordano szerkesztői felügyelete során a korábban önmagukban létező történetek egyre kidolgozottabbá, több síkon működővé váltak. Központi témájuk gyakran a főhős kettős személyisége, és azok viszonya lett. A Batman és a Detective Comics egyre összefüggőbb, egymásra épülő cselekménye összekapcsolta a két kiadványt, szinte egy egyetlen, két hetente megjelenő kiadvány hatását keltve. Giordano igen nagy szabadságot biztosított alkotói számára, és ennek a történetek folytonosságának biztosítása sem mindig szabott gátat.
Giordano főszerkesztői kinevezése után a Batman-sorozatok szerkesztését 1982-ben Wein vette át. Követve elődje példáját, szintén igyekezett biztosítani alkotói kreatív szabadságát. Munkássága alatt jelent meg a Gerry Conway és Don Newton által megalkotott új Robin, Jason Todd. Mike W. Barr 1980-ban csatlakozott Batman gyakran visszatérő íróinak köréhez, bár már az 1970-es években is dolgozott a szereplő néhány történetén. Doug Moench író 1983-ban érkezett a DC Comics-hoz, ahol saját kérésére kapta meg Giordanótól a Batman történeteket. Az 1980-as években a Barr és Moench mellett dolgozó egyik legjelentősebb állandó rajzoló Gene Colan volt, aki gyakran Alfredo Alcala kihúzóval működött együtt. A DC Comics a The Brave and the Bold kiadását 1983-ban megszüntette, és annak folytatásaként indította el a Batman and the Outsiders című sorozat. A megszűnt sorozat utolsó alkotópárosa, Barr és Jim Aparo egyben az új füzet első alkotópárosa is volt. A Batman and the Outsidersben a Batman által alapított új szuperhőscsapat, a Kívülállók kalandjai kaptak helyet. A sorozat szerkesztését a tizenkettedik számmal Weintől Barr vette át, Aparót, mint rendszeres rajzolót pedig később Alan Davis váltotta fel. Miután Batmant kiírták a füzetből, a sorozat címét a 33. számmal Adventures of the Outsidersre változtatták, majd nem sokkal ezután meg is szüntették.

### A modern kor
Az 1970-es és 1980-as évek között a képregényalkotók szerepe jelentős változáson ment keresztül. A korábban pusztán a füzetek kitalált szereplőit kiszolgáló munkásokat az olvasók egyre jobban megismerhették, így azok egyedi stílusa, stílusjegyei is egyre fontosabbá, személyhez köthetővé váltak számukra. Frank Miller 1986 márciusa és júniusa között megjelent A sötét lovag visszatér című négyrészes minisorozata nem csak Batman, hanem az amerikai képregény fejlődésének történetében is mérföldkőnek számít. Miller Dick Giordano szerkesztő megkeresésére kezdett dolgozni a sorozaton, melynek cselekménye egy lehetséges jövőben játszódott, így nem kapcsolódott a rendszeres megjelenésű Batman-kiadványokhoz. A DC Comics a munka során a szokottnál jóval nagyobb alkotói szabadságot biztosított Millernek. A sikeres, bár kritikai fogadtatásában mégis vegyes A sötét lovag visszatér, képi világában és a főhős ábrázolásában jelentősen eltért a szuperhős-képregényekben megszokott sémáktól. A történet, politikai szatírája mellett, egy jóval sötétebb és valósághűbb szereplőábrázolás irányvonalának előfutára volt.
A Batman-történetek szerkesztői feladatait 1986-ban Dennis O’Neil vette át. O’Neil nem sokkal szerkesztői munkájának megkezdése után összeállította és az alkotók számára követendővé tette az általa „Denevér-Bibliának” nevezett szabálygyűjteményt. Ez az írók számára egységes szabályokat és irányelveket tartalmazott Batmannel kapcsolatban, bár a képi ábrázolás tekintetében nem korlátozta a történetek rajzolóit. O’Neil nem csak saját füzeteit, hanem a más szerkesztők alá tartozó írók munkáját is figyelemmel kísérte, ha azok Batman-szereplőkkel dolgoztak. A Crisis on Infinite Earths című nagyszabású minisorozat eseményei után, mely jelentősen átírta a DC kitalált világának történetét és szabályait, a kiadó Batman múltjának és hátterének megújításával Millert bízta meg. Ennek nyomán született meg Miller David Mazzucchelli rajzolóval közös Az első év (Year One) című négyrészes története, mely a Batman oldalain jelent meg 1987 folyamán. A szereplő modernizálása során Miller magát Batman alakját, mint „amerikai legendát”, szinte változatlanul hagyta, és inkább a környezetét tette komorabbá. Az első év megjelenését közvetlenül Mike W. Barr Year Two című története követte a Detective Comics oldalain, melyen Paul Neary, Alfredo Alcala, Mark Farmer és Todd McFarlane rajzolókkal dolgozott együtt. Les Daniels író véleménye szerint a történet jelentősége nem annyira a cselekményben, mint inkább a McFarlane által megrajzolt Batman ábrázolásában rejlett. „Az élénk kontraszt McFarlane és Mazzucchelli munkája között megmutatta, hogy Batman milyen tág ábrázolási stílusok között is képes mozogni, valamint azt a szerkesztői hozzáállást, mely teret biztosított a művészi látásmódnak” – írja Daniels.
Jim Starlin 1987-ben lett a Batman rendszeres írója. Egyik legjelentősebb története, a Halál a családban (A Death in the Family), 1988 és 1989 között jelt meg. A Halál a családban rajzolója a The Brave and the Bold Batman-történeteinek, majd pedig az azt követő Batman and the Outsiders munkatársa, Jim Aparo volt, aki 1987 végén lett a Batman rendszeres rajzolója. A négyrészes történet megjelenése alatt a kiadó O’Neil kezdeményezésére lehetőséget adott az olvasók számára, hogy szavazatukkal befolyásolják annak végkimenetelét. Ennek eredménye Batman társának, a második Robinnak, Jason Toddnak a halála volt, mely az azt követő majd másfél évtizedben egy újabb emberi, az önváddal és lelkiismeretével vívódó hős vonásával gazdagította Batman jellemét.
Az A sötét lovag visszatér és Az első év sikere, melyeket eredeti megjelenésük után nem sokkal gyűjteménykötet formájában is kiadtak, megnyitotta az utat további különkiadások előtt. Ezek között elsőként, 1988-ban jelent meg Alan Moore és Brian Bolland A gyilkos tréfa (The Killing Joke), Jim Starlin és Bernie Wrightson The Cult, valamint 1989-ben Grant Morrison és Dave McKean Arkham Elmegyógyintézet (Arkham Asylum) című története. Ezeket a történeteket kevésbé, vagy egyáltalán nem korlátozta a rendszeresen megjelenő füzetek folyamatos, egymásra épülő cselekménye. Ehelyett az alkotók mindig valami újat, saját látomásukat valósíthatták meg Batmanről és a világáról. Az önálló történeteknek és kiadványoknak, különösképpen az A sötét lovag visszatérnek, a háttérben a Warner Communications, a DC tulajdonosának részéről kísérleti szerepük is volt. A vállalat egy új, tervezett mozifilm elkészítése előtt szerette volna felmérni, hogy Batman újjáalkotott, sötétebb és komorabb változata milyen visszhangot vált ki az idősebb olvasókból. A Tim Burton rendezésében készült Batman című filmet végül 1989-ben mutatták be.
A Marv Wolfman író és Pat Broderick rajzoló által megalkotott új Robin, Tim Drake 1989 végén, a Batman 442. számában tűnt fel első alkalommal Batman oldalán. A szereplő népszerűsítésére O’Neil Chuck Dixont kérte fel. Az író a Robin című minisorozat után, 1992 májusától a Detective Comics állandó munkatársa lett, és maradt 1999-ig. Ez idő alatt Dixon elsősorban Scott Peterson szerkesztő alatt dolgozott. Bár az előző Robin, Jason Todd nem volt túl népszerű az olvasók körében, O’Neil úgy vélte, hogy a sorozatnak és Batmannek, szüksége van emberi mellékszereplőkre. 1989 novemberében azonban ezzel a szemlélettel szemben indult el a Batman: Legends of the Dark Knight című sorozat. A Legends of the Dark Knight történeteiben a magányos Batman kalandjai jelentek meg, melyek nem kapcsolódtak sem a Batman, sem a Detective Comics cselekményéhez. A füzet nem rendelkezett állandó alkotócsapattal sem. Nevezetesebb munkatársai között volt Grant Morrison, Mike Mignola, Bill Willingham, Matt Wagner, Doug Moench és maga O’Neil is. A Batman: Shadow of the Bat című sorozatot, melynek cselekménye a Batman és a Detective Comics világával összhangban bonyolódott, Alan Grant író és Norm Breyfogle rajzoló The Last Arkham című történetével indította el a DC 1992 júniusában. A Legends of the Dark Knight 2007-ig, a Shadow of the Bat 2000-ig jelent meg havi rendszerességgel. 1990 és 1992 között a Batman és a Detective Comics egyik népszerű visszatérő írója Peter Milligan volt. Egyik nevezetes és jelentős hatású története a három részes Sötét lovag, sötét város (Dark Knight, Dark City) volt.
A képregényipar 1980-as évek közepén való fellendülését követő legsikeresebb időszakában Superman és Batman füzeteinek együttes, éves eladott példányszáma körülbelül húszmillió darab volt. Ezt azonban 1993-tól kezdődően recesszió követte, mely nagyjából egybeesett az elsősorban a Batman, a Detective Comics és a Shadow of the Bat oldalain megjelenő, majd másfél éven át tartó Knightfall–Knightquest–KnightsEnd-trilógiával. Az eseménysorozaton számos alkotó dolgozott, köztük például Doug Moench, Chuck Dixon és Dennis O’Neil írók, valamint Jim Aparo, Norm Breyfogle és Graham Nolan rajzolók. A trilógia első részében, a Knightfall során Bruce Wayne egy harc során olyan súlyos sérüléseket szenved, hogy helyét Batmanként Jean-Paul Valley, az Azrael nevű korábbi bérgyilkos veszi át. A Knightquest két párhuzamos története Wayne fájdalmas rehabilitációját és Valley Batmanként való, egyre erőszakosabb cselekedeteit követte nyomon. A trilógia utolsó részében, a KnightsEndben, Wayne visszakövetelte Valleytől a Batman nevet. Az 1990-es évek második felének egyik legjellegzetesebb stílusú Batman-rajzolója Kelley Jones volt, legtöbbször Doug Moench íróval dolgozott együtt. Szintén ebben az időszakban jelent meg Jeph Loeb író és Tim Sale rajzoló The Long Halloween és Dark Victory című, kritikailag is elismert minisorozata.
Az évtizedet, és egyben egy korszak végét a Batman-kiadványok történetében a Cataclysm, és az azt követő, Jordan B. Gorfinkel ötletén alapuló No Man’s Land című eseménysorozatok zárták le. A számos kiadványt és alkotót felölelő két történet az utolsók, melyek O’Neil közel tizenöt éves szerkesztői pályafutásához kapcsolódnak.

#### A posztmodern kor
2000-ben Bob Schreck vette át Dennis O’Neil szerkesztő feladatait, és munkája során igyekezett fenntartani a különböző Batman-kiadványok stílusbeli különbségeit. A Greg Rucka író és Shawn Martinbrough rajzoló közreműködésével készülő Detective Comicsban inkább a szereplő rejtélyes detektívtörténetei, míg Ed Brubaker író és Scott McDaniel rajzoló Batmanjében a hagyományosabb szuperhős-kalandok kaptak helyet. Ugyanígy a 2000-ben indított, a „Batman család” tagjait szerepeltető Batman: Gotham Knights című sorozatban Devin K. Grayson író inkább Batman belső lényére, míg Kelley Puckett a Batgirlben a mozgalmas cselekményre helyezte a hangsúlyt. Chuck Dixon Birds of Prey és Nightwing sorozataiban szintén egy másik stílust képviselt. Az új szerkesztő felügyelet mellett Frank Miller tizenöt évvel az A sötét lovag visszatér című történetének megjelenése után tért vissza ismét Batmanhez, és készítette el annak folytatását, a The Dark Knight Strikes Againt. Korábbi munkájához hasonlóan új minisorozata esetében is igen nagy alkotói szabadságot biztosított számára a kiadó.
2002-ben Brubakert Jeph Loeb váltotta le a Batman írójaként. Jim Leevel közös, tizenkét részes Hush című története révén a füzet a képregényeladási listák élére került. A Hush mellett Loeb lett a 2003-ban induló Superman/Batman sorozatának első rendszeres írója is. Az új sorozat központjában, az 1986-ban megszűnt World’s Finest Comics modern folytatásaként, Batman és Superman közös történetei és kettejük kapcsolata állt. A Batman új rendszeres írója, Judd Winick a 2005 folyamán megjelenő Under the Hood című történetében visszahozta a képregénybe Batman korábban meggyilkolt társát, Jason Toddot. A fordulat vegyes fogadtatásban részesült az olvasók és kritikusok részéről. A szereplő feltámadásának módját Winick csak egy későbbi történetében tárgyalta, de megítélése szerint ez valójában el is hanyagolható. „…milyen csodálatosan tragikus is lenne, ha Batman legnagyobb bukása visszatérne, és így kísértené. […] A tény, hogy visszatért, és hogy hogyan is tért vissza, közelről sem olyan érdekes, mint az, hogy most mit fog tenni a visszatérése után” – nyilatkozta Winick, aki részben azért is vállalta el a Batman írói munkáját, hogy visszahozhassa a szereplőt. A DC 2005-ben Miller és Lee közreműködésével új Batman-sorozatot indított All Star Batman and Robin the Boy Wonder címen. A kiadó rendszeres megjelenésű sorozataival ellentétben az All Star Batman and Robin the Boy Wonder Miller korábbi Batman-történeteinek világában, a múltat bemutató Az első év és a jövőben játszódó A sötét lovag visszatér között foglalt helyet. Az eredetileg havi rendszerességű sorozatnak a csúszások miatt 2005 és 2008 között mindössze tíz száma jelent meg. Ennek ellenére az All Star Batman and Robin the Boy Wonder a kiadó legsikeresebb füzetei közé tartozott ebben az időszakban. A DC 2011-től tervezte a sorozat folytatását Dark Knight: Boy Wonder címen.
A DC Comics szerkesztői rendszerének átalakítása után a Batman és a Detective Comics szerkesztői Michael Siglain és Peter Tomasi lettek. A Batman-kiadványokat addig egységesen felügyelő Schreck új beosztást kapott, de emellett megmaradt az All Star Batman and Robin the Boy Wonder szerkesztőjének. A 2000-es évek második felének legdominánsabb írója Grant Morrison volt, aki 2006-ban vette át a Batmant, közel egy időben Paul Dinivel, aki a Detective Comics alkotói csapatához csatlakozott. Morrison a Batman & Son című történetében új szereplőt hozott a Batman-kiadványokba: Damian Wayne-t, Bruce Wayne és Talia al-Gúl fiát. Ezt követő írásaiban Batman 70 éves történelmének számos olyan elemét is visszahozta és újraértelmezte, melyeket a korábbi alkotók inkább megpróbáltak a háttérbe szorítani. Ezek közé tartoztak Batmannek a képregény ezüstkorában átélt sci-fi és camp stílusú kalandjai is. A 2006 óta előkészített Batman: Nyugodjék békében (Batman R.I.P.), valamint a 2008 és 2009 folyamán megjelenő Final Crisis eseménysorozata végén Bruce Wayne látszólag életét vesztette.
Tomasi szerkesztői helyét 2008-ban Mike Marts vette át. Tony Daniel író Battle for the Cowl című minisorozatában a Batman személyazonosságot, akárcsak az 1990-es években a Knightfall eseménysorozatát követően Dick Grayson vette fel. Az új Batman és az új Robin, Damian Wayne párosához kötődően a Batman írói székét ismét Winick vette át. Morrison az újonnan indított Batman and Robin című füzeten dolgozott tovább, Dini pedig a szintén újonnan indított Batman: Streets of Gotham első írója lett. Morrison 2010-ben, nagyjából egy évvel annak látszólagos halála után hozta vissza Bruce Wayne-t. A szereplő a hat részes Batman: The Return of Bruce Wayne című minisorozat időutazásos történetében tért vissza a rendszeresen megjelenő füzetek világának jelenébe. Bruce Wayne visszatérése után ismét felvette a Batman-személyazonosságot, ugyanakkor Grayson is még egy ideig megtartotta azt. A Morrison közreműködésével 2011 elején indított Batman Incorporated című füzetben számos Batmanhez kötődő, a szereplőt mintázó új és felújított álarcos igazságtevő tűnt fel.

#### Az Új 52
2011 szeptemberében a DC Comics megszakította és újraindította képregényeit, beleértve a Batman képregényeket. Ezekben Bruce Wayne volt az egyetlen Batman, aki a Batman, Detective Comics, Batman and Robin, valamint Batman: The Dark Knight képregénysorozatokban tűnt fel rendszeresen. A történetek Batman első feltűnése után 6 évvel játszódnak, így Dick Grayson már Éjszárnyként van jelen, valamint van egy saját sorozata is. Tim Drake már Vörös Robinként tevékenykedik, Barbara Gordon ismét tud járni (és megkapta saját sorozatát is), valamint már Damian Wayne is Robin, szintén saját sorozattal. Amerikában 2011 novemberében jelent meg a Batman #1.
Már a sorozat kezdete óta folyamatosan Scott Snyder írta a történeteket. Az első ilyen a "Baglyok bírósága" (#1 – #7) történet volt, mely a sorozat első néhány füzetében volt jelen. A cselekmény szerint Batman egy titokzatos társaság, a Bagolybíróság után nyomoz, mely már évszázadok óta irányítja Gotham városát. Ezt követte a "The City of Owls" (#8 – #12), mely az előző történet folytatása. A harmadik történet a Death of the Family (#13 – #17), melyben visszatér Joker, hogy levadászhassa Batman segédjeit. A negyedik a "Batman: Zero Year" (#21 – #33) című történet, mely újradefiniálta Batman eredetét az Új 52-ben. Az utolsó történet az "Endgame" (#35 – #40) volt, melyben megtörtént az utolsó csata Batman és Joker között. A történet Batman és Joker feltételezhető halálával ért véget. Az ezt követő füzetben James Gordon vette át Batman szerepét, mint egy államilag támogatott robot-batman. Közben Bruce Wayne-ről kiderült, hogy életben maradt, azonban amnéziában szenvedett, így nem emlékszik Batman-ként élt életére, melyet később Alfred mesélt el neki. Bruce Wayne végül megtalálta a boldogságát barátnőjénél, Juliánál, azonban közbelépett Mr. Bloom, egy bűnöző, aki nagyban károsította az új Batmant és uralma alá hajtotta a várost. Miután Bruce rájött az igazságra régi kilétéről, majd beszélt a szintén amnéziában szenvedő Jokerrel, végül ismét Batmannek állt és legyőzte Mr. Bloomot. Ezek után James Gordon visszatért rendőrfőnöki posztjához. Összesen 52 Batman füzet jelent meg az Új 52 folyamán, az utolsó 2016. május 11-én.
Magyarországon 2016 májusában jelent meg a Batman #1, a Kingpin kiadó segítségével, országunkban azonban Batman #15-ként jelent meg, mivel már előtte is jelenítettek meg Batman füzeteket.

## Szerzői jogok
Batman történeteinek alkotói az 1960-as évekig többnyire szellemíróként és szellemrajzolóként dolgoztak Bob Kane neve mögött. Kane a National Publicationsszel kötött megállapodásában mint Batman egyedüli megalkotója, a történetek egyetlen írója és rajzolója szerepelt. A szerződés értelmében Kane lemondott Batmanhez fűződő tulajdonjogáról, a National pedig kötelezte magát Kane nevének feltüntetésére a történetekben. Batman népszerűségét és Kane közismertségét mutatja, hogy a National által, az 1940-es évek második felében kiadott Real Fact Comics című képregényantológiában, mely valódi személyek „valódi történeteit” mutatta be, Kane volt az egyetlen képregényalkotó, aki a füzet megjelenése során feltűnt. Az 1946-ban megjelent The True Story of Batman & Robin című öt oldalas történetben Kane mint Batman egyedüli alkotója szerepelt. Az antológia címével ellentétben azonban a történet inkább kitaláció volt, mint a szereplő megalkotásának hiteles története. Ugyanebben az évben Kane értesítette Jack Liebowitz-et, a National kiadóját, hogy az első szerződésük érvénytelen, mivel annak aláírásakor ő még kiskorú volt. Az állítást Liebowitz Kane születési anyakönyvi kivonatának hiányában sem megerősíteni, sem megcáfolni nem tudta. A pereskedés elkerülése érdekében a kiadó visszaadta Kane-nek a szereplőhöz fűződő tulajdonjogainak egy részét, valamint százalékos részesedést ígért a szomszédos jogok által termelt haszonból. Kane ezzel a kor más képregényalkotóihoz képest kivételes helyzetbe került. Mielőtt 1966-ban visszavonult a képregényiparból, még személyesen népszerűsítette a készülő Batman-televíziós sorozatot. Kane az 1980-as évek végén, és az 1990-es évek elején konzultánsként is részt vett a Tim Burton által rendezett két Batman-filmben, bár egyes vélemények szerint az akkor már a hetvenes éveiben járó képregényalkotó bevonása a produkcióba inkább csak látszatintézkedés volt a filmstúdió részéről, mely elsősorban marketingcélokat szolgált.
Kane Batman megszületésétől kezdődően több alkalmazottjával dolgozott együtt a történeteken. Elsőként Bill Finger íróval, akivel együtt alkotta meg magát Batmant, majd Jerry Robinsonnal és Sheldon Moldoff-fal, akik Kane rajzolói munkáját segítették. Kane évtizedekig fenntartotta magának a kiadóval kötött szerződés kiváltságait, így például nem ismerte el hivatalosan sem munkatársai hozzájárulását a történetekhez, sem pedig Finger közreműködését a szereplő megalkotásában. A képregénytörténetek tényleges alkotóinak neve a National füzeteiben csak 1960-as években kezdtek feltűnni, nagyrészt Julius Schwartz szerkesztő hozzájárulása révén. A kiadónak mindazonáltal nem állt érdekében és szándékában a megelőző évek Batman-alkotóinak megnevezése.
Az egyik első, hivatalosnak tekinthető utalás arra, hogy Kane-en kívül mások is dolgoztak az aranykor Batman-történetein az 1964 májusában megjelent Detective Comics 327. számának levélrovatában volt. Ebben Schwartz megemlíti Bill Fingert, mint „az elmúlt két évtized legtöbb klasszikus Batman-történet íróját”. Rajongói magazinok azonban már ezt megelőzően is közöltek cikkeket Batman szellemalkotóiról. Kane ezekre a cikkekre reagálva 1965-ben nyílt levelet küldött a Batmania című rajongói kiadvány szerkesztőjének, Biljo White-nak. A levélben alaptalannak, „mítosznak” nevezte azokat a kijelentéseket, miszerint Finger részt vett volna Batman megalkotásában.
Kane csak Finger 1974-ben bekövetkezett halála utáni nyilatkozatiban kezdte elismerni az író munkájának jelentőségét. „Bill Finger már a kezdetektől hozzájárult Batmanhez. Ő írta a történetek legtöbbjét, és meghatározó szerepet játszott annak a stílusnak és műfajnak a kialakításában, melyet később más írók folytattak. […] Én éjjeli szuperhősnek alkottam meg Batmant. Bill változtatta át őt tudós nyomozóvá” – írja Kane 1989-ben megjelent Batman and Me című életrajzi könyvében. Kane Fingert „megénekeletlen hősnek” nevezte, aki soha nem kapta meg azt az elismerést, amit megérdemelt volna. Visszaemlékezése szerint Finger soha nem kérte tőle, hogy az ő neve is szerepeljen a történetekben, ő pedig soha nem ajánlotta fel ezt neki, amit bevallása szerint azóta megbánt.
Robinson Kane halála előtt, és 1998-ban bekövetkezett halála után adott interjúiban is negatívan nyilatkozott Kane magatartásáról. „Nos, kedveltem Bobot. Nagyon kellemes megjelenésű alak volt. De mondanom sem kell, hogy az egója is hatalmas volt. Bill pedig éppen az ellenkezője. Nagyon csöndes, szerény és bizonytalan. A Bobbal való munkája pedig még jobban elbizonytalanította. Miközben rabszolgaként dolgozott Batmanen, Bob nem volt hajlandó megosztani vele sem az elismerést, sem pedig a pénzt, amit keresett vele. […] Persze, hogy tisztességtelennek gondoltuk. Az egyik dolog, amit soha nem tudnék megbocsátani Bobnak, hogy nem törődött Bill-lel, és nem ismerte el a közreműködését Batman megalkotásában” – nyilatkozta Robinson 2005-ben.
Finger emlékére 2005-ben, az Egyesült Államok legnagyobb képregényes találkozójának, a Comic-Con International szervezői megalapították a Bill Finger-díjat. Az elismerést évente két, a szakmában dolgozó olyan alkotóknak ítélnek oda, akik kiemelkedően fontos munkásságuk ellenére mégsem részesültek az őket megillető megbecsülésben.

## Ábrázolása és megítélése

### Sokszínű átalakulásai az évtizedek folyamán
Batman első, 1939-es megjelenése óta számos átalakuláson ment keresztül. Will Brooker Batman Unmasked című könyvében úgy véli, hogy a szereplőnek, mint kulturális szimbólumnak a fennmaradását éppen ezek a megújulások, a korhoz való alkalmazkodás teszik lehetővé. Környezetének, kalandjainak és magának Batmannek az ábrázolása folyamatosan változik, melynek során egy szereplő központú „műfaj” jön létre körülötte. Batman a modern tömegmédia révén a populáris kultúra egyik jellegzetes, kiemelkedő, és világszerte ismert, felismert figurájává vált. „Egyszerre szimbólum és árucikk: a 21. század tökéletes kulturális lenyomata.” – írja Batmanről David Finkelstein és Ross Macfarlane a The Guardianben közölt cikkükben. A szereplő ezen kettősségét is jelképezheti, hogy a Detective Comics 27. számának egy jó állapotban lévő példányát, mely 1939-ben eredetileg az olcsó szórakozás lehetőségét jelentette a gyerekek számára, 2010-ben 1 075 500 dollárért értékesítették egy árverésen. Mike Benton az amerikai képregény történetének hét legnagyobb hatású szuperhőse között tartja számon Batmant, mint az első „nem szuper szuperhőst”.
Jim Steranko véleménye szerint Batman megjelenése az 1930-as évek végén hangsúlyosabbá tette a National Publications, a későbbi DC Comics kiadványait, melyeknek a nem sokkal korábban feltűnt Superman erőt kölcsönzött. „Míg Superman megjelenésére már vártak az olvasók, addig Batman maga teremtette meg a közönségét” – írja Steranko. Batman csupán néhány dologban hasonlított Supermanhez: mindkét szereplő fiatalon árván maradt és mindketten elrejtették valódi személyazonosságukat. Míg azonban Superman „egy sokszínű, egyszemélyes cirkuszi társulat volt”, addig Batman magányos és sötét törvényen kívüli, aki „szánalom nélkül üldözte prédáját a szűk sikátorokon át”. Míg Superman arra esküdött fel, hogy védje és óvja az elesetteket és a rászorulókat, addig Batmant a bosszú hajtotta. Superman az emberiesség eszméit képviselte, míg Batman az ember könyörtelen és hidegvérű természetét.
Batman ábrázolásában a lényeges változások már az 1940-ben megjelent Batman első száma után elkezdődtek. Whitney Ellsworth szerkesztő megtiltotta, hogy Batman a jövőben lőfegyvert használjon vagy gyilkoljon. Attól tartott, hogy a gyilkosság „beszennyezheti” a szereplőt, a szülők pedig megtilthatják a gyermekeik számára a fűzet olvasását, ami pedig negatívan hatna az értékesítésre. Bob Kane és Bill Finger, a szereplő megalkotói ezért mind a történetek cselekményén, mind azok képi világán változtatásokat hajtottak végre. A szereplő megjelenése egyre távolabb került a kezdeti vámpírszerű, ördögi külsőtől. A lőfegyver használatának tilalma nagyjából egybeesett a szereplő ifjú segítőtársának, Robinnak a megjelenésével. Robin által az addig magányos bosszúállóként ábrázolt Batman egyfajta gondoskodó apafigurává vált, valamint a rendőri erők tiszteletbeli tagjaként, mintegy a társadalom elismert tagja lett az amerikai képregény aranykorában.
Az 1950-es évek második felétől kezdődően, az ezüstkorban Batman inkább színpompás és bolondos, mintsem sötét kalandok szereplőjeként tűnt fel. Julius Schwartz szerkesztő már 1964-ben megpróbálta a szereplőt visszaterelni eredeti, borongós detektívtörténeteihez, de ez a kezdetben nagy sikerű, camp stílusú televíziós sorozatában hatása miatt még néhány évvel elhúzódott. Mindemellett a különböző füzetekben, a szerkesztők összhangjának és egységes elképzelésük hiánya miatt, Batman is más-más formában tűnt fel. A „sötét” Batman a The Brave and the Bold című antológiában tért vissza, Neal Adams rajzoló közreműködése révén. Batman egységes ábrázolásában mérföldkőnek számított Dennis O’Neil 1986-ban megkezdett, és 2000-ig folytatott szerkesztői munkássága és az általa összeállított „denevér-biblia”, mely az írók számára tartalmazott általános és alapvető szabályokat a szereplővel kapcsolatban.
Az 1970-es, 1980-as és 1990-es évek meghatározó Batman-alkotói, köztük Steve Englehart, Marshall Rogers, Frank Miller és Alan Moore mind a sötét irányvonalat követték. Bár Batman rendszeresen megjelenő füzeteiben a szereplő ábrázolása egységessé vált, az 1980-as évek végétől az egyre szaporodó különkiadások alkotói közül sokan kísérleteztek egyedi ábrázolásmódokkal. Így például Brian Augustyn és Mike Mignola Gotham by Gaslight című történetében Batman a 19. század végén Hasfelmetsző Jack után nyomozott. Doug Moench és Kelley Jones 1991 és 1999 között megjelent Batman & Dracula trilógiájában az álarcos hős Drakulával szállt szembe, melynek során maga is vámpírrá változott. Az 1996 során kiadott Batman: Black and White című négyrészes antológiában megjelenő történetek stílusukban és képi világukban egyaránt változatosak voltak. A sorozat író között volt például Bruce Timm, Joe Kubert, Howard Chaykin, Archie Goodwin, Walter Simonson, Neil Gaiman és sokan mások.
Nick Mamatas Batmant, mint üres „emblémát” értelmezi, melyet bármilyen tartalommal meg lehet tölteni. Véleménye szerint ebből a szempontból minden idők legsikeresebb Batman-ábrázolása az 1960-as évek televíziós sorozatában látható, melynek sugárzását a hozzá kapcsolt reklámtermékek tömeges megjelenése követett. A camp stílus, a pop-art, és Adam West alakítása olyan mértékben vált a szereplő részévé, melyen Frank Miller későbbi, sötét és fenyegető Batmanje sem tudott felülkerekedni. „A pop-art-Batman képes befogadni a noirt. […] A noir-Batman, Miller Batmanje, azonban nem képes befogadni a pop-artot, legalábbis anélkül nem, hogy ne ásná alá saját komolyságát, vagyis »felnőtt tartalmát«” – írja Mamatas. Mint terméknek, müzlis dobozon vagy éppen fiúcska alsóneműn megjelenő emblémának, Batmannek semmi köze ahhoz a sötét és kíméletlen igazságtevőhöz, akinek előszeretettel ábrázolják, és amely formában eladhatatlan is lenne. „A képregények Batmanje, ahogyan ma ábrázolják, egy »közönséges« emberi lény, aki képes belépni egy szuperképességekkel rendelkező lényekkel teli szobába, magára vonni a figyelmet és megborzongatni őket – annak ellenére, hogy neki nincsenek emberfeletti képességei – pusztán a jelenlétével és személyiségének erejével” – írja a szereplőről Lou Anders.

### „Általános” személyiségjegyei és adottságai
Az évtizedek folyamán Batman egyes alapvető tulajdonságai a megújulást kereső törekvések, az eladott példányszám növelését célzó, valamint propagandát szolgáló – például a második világháború évei alatt hazafias helytállást szorgalmazó – borítók és hirdetések mellett is megmaradtak. „Felülkerekedhettek rajta, megsebesíthették, és éppen ezek miatt azonosulhatott vele az olvasó. Ember volt. Jóindulatú, intelligens és Bruce Wayne-ként kedélyes is. A céljai egyszerűek voltak, a bűn elleni stratégiája egyszerre szellemi és fizikai” – nyilatkozta Dick Sprang. Batman ábrázolásmódja már nagyjából 1941 végére megszilárdult. A megőrzött kulcsfontosságú elemek egyedivé és megkülönböztethetővé tették a populáris kultúra más kitalált szereplőitől. Titkos személyazonossága, eredettörténete, testi és szellemi adottságai, tevékenységének színhelye és történeteinek mellékszereplői alkották meg körülötte azt a „mítoszt”, mely végül vele kapcsolatban a köztudat részévé vált.
Batman nem társadalmi változásért harcolt. Ugyan az erkölcs, saját erkölcse szigorú szabályain belül küzd, de nem a törvény betűje szerint. „A becsületesség igazságot feltételez, ami azonban nem feltétlenül jelent törvényességet” – írja Brooker Batman azon tulajdonságairól, melyek már első szereplése alkalmával, még eredettörténetének megjelenése előtt meghatározó elemeivé váltak. Batman kimagasló testi adottságokkal rendelkezik, de Supermantől eltérően ereje és ügyessége nem emberfeletti. A bűn elleni harcban nyomozói képességeit, deduktív gondolkodását és találékonyságát használja fel, ami szintén élesen elhatárolta őt a képregény aranykorának jellegzetes szuperhőseitől.
Lou Anders véleménye szerint Batman számos ábrázolásai közül nem lehet meghatározni, hogy melyik az, amely hűen, „megfelelő módon” adja vissza a szereplő lényegét. A szubjektív megítélés helyett azonban meg lehet határozni azokat a műveket, melyek jelentős és tartós hatással voltak a szereplőre. Ezeknek a történeteknek a vizsgálatával lehet megközelítően meghatározni az „ideális” Batman ábrázolását. Anders megítélése szerint ezek közé a művek közé tartozik O’Neil és Neal Adams, valamint Steve Englehart és Marshall Rogers közös történetei, Frank Miller The Dark Knight és Az első év, Alan Moore A gyilkos tréfa, Jeff Loeb és Tim Sale The Long Halloween és Dark Victory című története, valamint Bruce Timm és Eric Radomski 1992-es animációs sorozata, és annak folytatásai. Az Anders által megnevezett művekben Batman hatalmas akaraterővel és önfegyelemmel rendelkezik, tudatában van erejének és képességeinek. Bizonyítani akar, egyszerre saját magának és az egész világegyetemnek, hogy kész szembeszállni a halállal és a félelemmel, bármilyen formát is öltsenek ezek. Mivel Batman saját felsőbbrendűségét akarja bizonyítani a halállal szemben, így ő maga nem gyilkol, még önvédelemből sem. Bár becsüli az életet, nem riad vissza attól, hogy fájdalmat és szenvedést okozzon azoknak, akik véleménye szerint arra rászolgáltak. Az írói és szerkesztői próbálkozások, mint például az Igazságligában és a Kívülállókban való csapattagsága, vagy a „Batman családdal” tagjaival, elsősorban ifjú segítőtársával, Robinnal való kalandjai ellenére Batman valójában magányos szereplő.

### Bruce Wayne
Ellentétben a szereplő kortársával, Supermannel, Batman titkos személyazonossága, Bruce Wayne kezdetben nem volt meghatározóan lényeges eleme a szereplőnek, mint szuperhősnek. Bruce Wayne Batmanné válásának első eredettörténete a Detective Comics 33. számában, fél évvel első megjelenése után jelent meg. Az ezt követő évtizedek során ezt az eredeti történetet számos író alakította, formálta, egészítette ki, helyezte más megvilágításba vagy éppen írta át teljesen. Az eredeti történet lényegi elemei, elsősorban a veszteség és a személyes bosszú azonban szinte mindegyik változatban megmaradtak. Bob Kane és Bill Finger eredeti története szerint az ifjú Bruce Wayne tehetős szülei rablógyilkosság áldozatává válnak. A gyilkos eltűnik az éjszakában, az árván maradt ifjú Wayne haragjából, dühéből, és halott szüleinek tett esküjéből, hogy megtisztítja a várost a bűntől, évek múltán, testi és szellemi felkészülését követően megszületik a törvényen kívüli magányos igazságtevő, Batman. Az eredettörténet a szereplő négy alapvető tulajdonságát, illetve jellemzőjét határozzta meg: tehetős, a felsőbb körökből való származását, kiemelkedő deduktív és testi képességeit, megszállottságát, illetve annak forrását. Batman hátterének kidolgozásakor Kane és Finger abból a kérdésből indult ki, hogy mi történhetett a szereplővel, amiért az úgy döntött, hogy denevérruhát öltve fog harcolni a bűnözők ellen? Az alkotópáros végül arra a megállapításra jutott, hogy egy gyermek számára nem lehet annál borzasztóbb élmény, mint hogy lássa, hogy meggyilkolják a szüleit.
Wayne a „self-made man” archetípusa, aki önerejéből, saját választása alapján vált azzá, ami. Nem születése és származása vezette erre az útra, mint Superman, vagy egy tudományos kísérlet balesete, mint Pókember esetében. Christopher Knowles Wayne-t a szuperhősök „gólem” archetípusához sorolja, akik bosszúból cselekszenek. Batmanné válása egy tragikus eseményhez, szülei meggyilkolásához köthető. Ekkor azonban Wayne még gyermek volt, aki nem rendelkezett azokkal az adottságokkal, hogy beteljesítse halott szüleinek tett esküjét. Küldetése, melyet a sors rendelt számára, megelőzte képességei megszerzését. Ez szintén megkülönbözteti más, őt követő képregényhősök tragikus eredettörténetétől, így például Pókemberétől is. Peter Parkert ugyan szintén egy szeretett családtagjának, Ben bácsikájának halála ösztönözte arra, hogy álarcos igazságtevővé váljon, de ő már ekkor is rendelkezett azokkal az adottságokkal, melyek ezt lehetővé tették számára. Az eskü, melyet szüleinek tett, a szereplő történeteiben időről időre visszatér és markánsan jelen van. Ez a motívum gyakori eleme Jeph Loeb írásainak, így például The Long Halloween, Dark Victory című történeteiben, valamint a Superman/Batman sorozatában. Az eskü értelmezése azonban már többféle, így például bosszúvágy, a feloldozás keresése, filantróp szülei emlékének és örökségének életben tartása, azok halála után egy új egyensúlyi pont megtalálása, vagy éppen mindezek keveréke. Dick Giordano, aki szerkesztőként és alkotóként is közreműködött a szereplő történetein, megfogalmazása szerint Batman, vagyis Wayne, mindent amit tesz, önmagáért, a saját szükségleteinek kielégítéséért teszi. Az, hogy tettei a társadalomra is pozitív hatással vannak, csak véletlen. Mike Alsford véleménye szerint időtálló népszerűsége legnagyobb részben annak köszönhető, hogy motivációja nagyon is emberi. Hőstettei forrása nem valami elvont eszmény, hanem szenvedély és fájdalom. Ezt a fájdalmat, szülei elvesztését a szereplő folyamatosan magában hordozza, mellyel az olvasók könnyen azonosulhatnak. „Hősiessége részben empátiájából származik és önfeláldozásban ölt testet” – írja Alsford.
Frank Miller The Dark Knight című képregényében gyakran utal Batmanre, mint „a bosszú istenére”, egy spirituális erőre, mely bizonyos értelemben megszállta Wayne-t. Mark Waid Kingdom Come című művében, mely Miller alkotásához hasonlóan szintén a szereplő egy lehetséges jövőjében játszódik, ez az erő, „a denevér” már teljesen felemésztette Wayne-t.
Bruce Wayne a külvilág felé mutatott nemtörődöm magatartása és Batman rejtély övezte személyisége már a szereplő első történetében élesen elkülönült. Az első Robin, vagyis az árván maradt Dick Grayson 1940 áprilisi megjelenése után Wayne jelleme az „apafigura” vonásaival is gazdagodott. Ellentétben más szuperhősök és ifjú segítőtársaik kapcsolatával, mely csupán „munkakapcsolatként” jelent meg a füzetek oldalain, Wayne és Grayson magánélete meghitt, családias légkörben is összekapcsolódott, és ebbe az olvasók is bepillantást nyerhettek. Giordano 1981-ben, mint szerkesztő, azt tűzte ki céljául, hogy jobban eltávolítsa egymástól Batman és Bruce Wayne személyiségét, egyúttal minél jobban kidolgozza azokat. Véleménye szerint az 1970-es években, a „felnőttebb történetek” térhódítása idején az írók megunták, hogy Wayne-t „piperkőcként” ábrázolják, és Batman mellett őt magát is egyfajta szuperhőssé tették. Giordano megítélése szerint azonban a fiatalabb olvasók Bruce Wayne-nel, mint apafigurával, ifjú társának, Dick Graysonnak a gyámjával tudnak igazán azonosulni.

### Batman, mint öröklődő személyazonosság
Batman személyiségének magja nem titkos személyazonosságában, a milliomos Bruce Wayne-ben gyökerezik. Más szuperhősökkel ellentétben, az alkotók legelterjedtebb értelmezése szerint, az ő valódi személyisége Batman, Bruce Wayne csak álca. Ez a vele született ál személyazonosság pedig, ha az alkalom úgy kívánja nélkülözhető és feláldozható, ahogyan az a 2002-ben megjelent Fugitive című történetben meg is történt. Több író véleménye szerint, bár Wayne Batman eredeti személyazonossága, Wayne nem elengedhetetlenül fontos eleme a szereplőnek. Batman szerepét a képregények oldalain többször, hosszabb-rövidebb időre átvették más szereplők is, így például 1993 és 1994 között Jean-Paul Valley, 1994 és 1995 között, valamint 2009-től Dick Grayson. Bruce Timm 1999-es Batman of the Future (Batman Beyond) című animációs sorozatában Terry McGinnis vette át Batman személyazonosságát az idős Wayne-től.
A képregényekben Bruce Wayne-t, illetve annak aranykori változatát, első alkalommal Paul Levitz író „gyilkolta meg” 1979-ben, az Adventure Comics oldalain megjelenő három részes Only Legends Live Forever című történetben. A kiadó füzeteiben ekkor már többnyire a képregény ezüstkorában felújított szereplő kalandjai voltak olvashatóak, amiket az írók és szerkesztők szerettek volna elkülöníteni a régiektől. Bob Haney 1970-es évek folyamán megjelenő „szuperfiak”-történeteiben Batman és Superman fiatal felnőtt fiai próbáltak meg kilépni apáik árnyékából. A Batman-személyazonosság öröklődésének kérdése feltűnt John Byrne 1996-os Batman and Captain America című Elseworlds-történetében, és központi témája volt az azt követő Superman and Batman: Generations című minisorozatainak. Byrne ezekben a cselekmény szempontjából nagyobb időintervallumot átölelő képregényeiben valós időben öregítette a szereplőket, köztük Bruce Wayne-t is.
Will Brooker véleménye szerint ezek a példák, valamint a szereplő számos megjelenési és értelmezési formája is azt bizonyíthatják, hogy Batman egyfajta „műfajjá” is alakulhat, melynek központja maga a szereplő. „Nem szükséges Bruce Wayne-nek lennie; csupán az öltözékre és a segédeszközeire, az adottságaira, de mindenekelőtt erkölcseire és emberiességére van szüksége” – írja Brooker.

#### Jean-Paul Valley
Jean-Paul Valleyt, egy középkori vallási rend Azrael nevű orgyilkosát Dennis O’Neil író-szerkesztő, valamint Joe Quesada rajzoló alkották meg. A szereplő eredetileg Peter Milligan egyik Detective Comics-történetében tűnt volna fel, az író azonban rövid időn belül elhagyta a füzetet. Az egyszeri szereplésre szánt Valley végül 1991-ben, a Batman: Sword of Azrael című minisorozatban jelent meg először, majd nem sokkal ezután a Knightfall eseménysorozatának egyik központi szereplője lett. A történetben a súlyosan sérült Bruce Wayne Valleyt kéri fel, hogy átmenetileg vegye át tőle Batman személyazonosságát. A cselekmény folyamán Valley elmeállapota egyre labilisabbá, viselkedése egyre erőszakosabbá és könyörtelenebbé válik, míg végül Wayne harcban veszi vissza tőle a Batman-nevet.
Dennis O’Neil nyilatkozata szerint Valleyt elsősorban az előre eltervezett történet számára, annak negatív szereplőjeként alakították ki, így nem igazán volt szempont, hogy az olvasók megkedveljék, vagy elfogadják őt az új Batmanként. „Valójában jobban zavart volna, ha az olvasók kedvelik Azraelt. Az azt jelentette volna, hogy előnyben részesítenének egy gonosz Batmant, amivel nekem viszont gondjaim lettek volna” – nyilatkozta O’Neil.

#### Dick Grayson
Dick Grayson, Batman első fiatal segítőtársa, az első Robin egy évvel Batman megjelenése után tűnt fel a képregények oldalain, így történeti háttere is hozzá hasonlóan hosszú múltra tekint vissza. A szereplőt Bob Kane, Bill Finger és Jerry Robinson alkotta meg. Eredettörténetében Grayson cirkuszi akrobata szülei, Bruce Wayne szüleihez hasonlóan, gyilkosság áldozataivá válnak. Az árván maradt fiút Wayne veszi gyámsága alá, valamint avatja be titkába. Batman segítőtársaként való szereplései mellett Grayson önálló kalandjai már 1947-től kezdtek megjelenni. Az 1960-as évektől kezdődően a Tini titánok szuperhőscsapat tagja és vezetője lett, majd 1984-től, az új Robin, Jason Todd megjelenése után Éjszárny néven szerepelt tovább. Kalandjai 1996 és 2009 között saját sorozatában jelentek meg, melyben Gotham Citytől távol, saját városának, Blüdhavennek sötét igazságosztójává vált. Az eredetileg segítőtársként megjelenő Grayson az évtizedek folyamán egyre függetlenebbé vált mentorától. Ennek során a Wayne-től elsajátított nyomozói és harcművészeti tudás, és átvett személyiségjegyek, a bátorság, a találékonyság és becsületessék segítették.
Dick Grayson a Batman-személyazonosságot először az 1990-es évek elején, Jean-Paul Valleyt követően, a Knightfall című eseménysorozat során öltötte magára egy rövid időre. Második alkalommal Wayne látszólagos halálát követően, a 2009-ben megjelent Battle for the Cowl című történet végén, miután megküzdött érte a Valleyhez hasonlóan erőszakos Batmanként fellépő Jason Todd-dal. Grayson Batmanként való történeteit ezt követően Grant Morrison, majd Peter Tomasi a Batman and Robin, és Judd Winick a Batman oldalain alakította. Morrison az új Batman, Dick Grayson, és az új Robin, Damian Wayne közötti csapatdinamikát megfordította a korábbi évtizedek hagyományos módon ábrázolt történeteihez képest. Batman spontánabb és könnyedebb, míg Robin haragosabb és céltudatosabb szereplőként jelenik meg, így személyiségük alapvetően különböző és szembenálló. Míg Wayne Batmanként való mentori szerepe fontos része volt ifjú segítőtársaival való kapcsolatában, addig Grayson és Damian Wayne esetében ez a háttérbe szorul.
Tomasi, aki korábban a Nightwing írójaként is közreműködött, és Winick megítélése szerint Grayson merőben különbözik Bruce Wayne-től. A két szereplő világnézetét azonban a Batman-személyazonosság némiképp közelíti egymás felé. Grayson valójában Éjszárny, Batmannek lenni számára egy szerep, amivel legbelül nem igazán tud azonosulni. Míg Wayne számára Batman a valódi személyazonosság, addig Grayson esetében ez nem igaz. „Dick Grayson rendelkezik egy, a külső szemlélő felé mutatott és egy személyes magánélettel, mint egy egészen más személy. Batman csak egy féktelen, megszállott, sérült és sötét alak, a bosszú eszköze, amit Bruce hozott létre. Dick nem ilyen” – nyilatkozta Winick. Magyarázata szerint Wayne szülei halála után hű komornyikján, Alfreden kívül nem támaszkodhatott igazán senkire. Nem volt aki átsegítette volna a veszteségen, és megmutatta volna neki, miképp dolgozhatná fel azt. Grayson szüleinek halálakor Wayne éppen ezt a támaszt nyújtotta a fiatal fiúnak, akiből így nem egy újabb Batman vált, hanem merőben más személyiség. Cirkuszi akrobata múltjából is adódóan született előadó, aki akárcsak korábban Éjszárnyként, Batmanként sem tudja leplezni, hogy élvezi azt, amit csinál.

#### Terry McGinnis
Terry McGinnis Alan Burnett, Paul Dini és Bruce Timm 1999-es Batman of the Future című animációs sorozatának Batmanje. A jövőben játszódó televíziós sorozat történetében Bruce Wayne magányos öregember, aki felkarolja a kamasz Terry McGinnist. Akárcsak Wayne szülei, McGinnis apja is gyilkosság áldozatává vált. A mindössze három évadot megért, de kritikailag elismert televíziós sorozat képregény adaptációján és folytatásán kívül McGinnis 2010-ben megjelent először a DC Comics mainstream kitalált világának részeként, a Batman 700. számában.
Wayne-nel ellentétben, és Dick Graysonhoz hasonlóan McGinnisnek is van saját, Batmanen kívüli élete, de Wayne-hez hasonlóan a bosszú ösztönözte rá, hogy először magára öltse a Batman-személyazonosságot. Adam Beechen író megítélése szerint a Wayne és McGinnis közötti alapvető különbség, hogy Wayne nagyon fiatalon veszítette el szüleit, mely meghatározóan, „örökre” Batmanné tette. McGinnis ezzel szemben jóval később, kamaszként szembesült apja halálával. Bár elkötelezettségük hasonló, McGinnisre nem jellemző az a szélsőséges megszállottság, ami Wayne-ben soha nem hagyott alább.

### Kapcsolatai más szereplőkkel
Bruce Wayne, Batman személyiségét tükrözi a történeteiben feltűnő más szereplőkkel való kapcsolata, legyenek azok barátok vagy gonosztevők. Wayne Batmanné válásának éveken át tartó hosszú folyamata gyermekként, szülei elvesztésével vette kezdetét. Ennek során az egyetlen cél, mely szeme előtt lebegett, hogy felkészüljön arra, hogy beválthassa nekik tett ígéretét, és megtisztítsa Gotham városát a bűnözőktől. Ennek az eskünek azonban az ára magánéletének, magánéleti kapcsolatainak feláldozása volt, illetve bűnüldözői, Batmankénti kapcsolatai váltak a valódi magánéletévé. Mindezek ellenére Batmant a környezetében lévő számos szereplő választotta mentorául. Ennek oka, hogy Batman képességei nem ember- vagy természetfelettiek. A testi, lelki és szellemi tökéletességre való törekvés során önerejéből, elhivatottságából, és az ő esetében szélsőséges megszállottságából vált azzá, aki. Pártfogoltjainak, akik egyfajta apafiguraként is tekintenek rá, nem csak harci tudását, hanem erkölcsi értékeit és hozzáállását is megpróbálja átadni. Ez azonban nem azt jelenti, hogy maga Batman erkölcsei valóban minden tekintetben helyesek, vagy követendőek lennének.
Batman történeteinek első mellékszereplője, a „Batman család” első tagja James Gordon rendőrfelügyelő volt, aki Batmannel egy időben, a Detective Comics 27. számában tűnt fel. Alfred Pennyworth, a Wayne család hűséges komornyikjának első szereplése a Batman 16. számában, 1943-ban volt. A Batmanhez legközelebb álló szereplő azonban első társa, az 1940-ben feltűnő Dick Grayson, az első Robin lett, aki egyfajta doktor Watsonként lépett színre Batman Sherlock Holmes-szerű figurája mellett. Graysont, aki később Éjszárny néven önálló szuperhőssé vált, majd később többször is átvette Wayne-től a Batman személyazonosságot, Robinként Jason Todd, Tim Drake, Stephanie Brown és Damian Wayne követték. Todd 1983-ban vette át Robint szerepét, de lázadó és önfejű személyisége elidegenítette mentorától és az olvasóktól is. A szereplő az 1988 és 1989 között megjelenő Halál a családban című történet folyamán életét vesztette, majd később, a 2000-es évek folyamán, mint Batman ellenfele tért vissza. Todd halálának Batmanre való hatását az 1990-es évek folyamán számos író igyekezett bemutatni, mely újabb, mély emberi vonással gazdagította a szereplő személyiségét. Drake 1989-ben vette fel Robin személyazonosságát, akinek adottságai és természete Chuck Dixon író megítélése szerint valahol Grayson, a tökéletes, és Todd, a tökéletlen Robin között helyezkedett el. „Hogy Batman működjön, szükség van Robinra és Alfredre. Máskülönben csak egy magányos pszichopata. Szüksége van az emberi lények társaságára…” – nyilatkozta Dixon Dennis O’Neil szerkesztői elképzeléseiről. Bár Wayne erősen kötődik Gordonhoz, Alfredhez és pártfogoltjaihoz, igyekszik, hogy ez a kötődés ne állhassa útját küldetésének.
A Batman család az 1950-es években született tagjai Kathy Kane, vagyis Batwoman, valamint Betty Kane, Bat-Girl voltak. Bár az 1960-as években Julius Schwartz szerkesztő mindkét visszatérő szereplőt kivonta a Batman-füzetekből, hatásuk maradandónak bizonyult. Az 1967-ben színre lépő Barbara Gordon, Batgirl, azonban már nem sokban hasonlított névrokonára. A kislány Betty Kane-nel ellentétben Barbara Gordon fiatal felnőtt volt. A szereplőt az évek folyamán, részben A gyilkos tréfa című történetet követően és hatására, Orákulum néven folytatta bűnüldözői pályafutását, számos további Batgirl követte, köztük Cassandra Cain és Stephanie Brown. Batwoman újabb változata, Kate Kane jóval később, 2006-ban jelent meg először a képregények oldalain. Vadásznő két változata is visszatérő szereplője a Batman-történeteknek. A bronzkorban Helena Wayne, Bruce Wayne és Selina Kyle, Macskanő lánya viselte a nevet, majd 1989-től egy teljesen új szereplő, Helena Bertinelli.
Batman általános ábrázolásában a távolságtartás szintén megfigyelhető más szuperhősökkel és csapattársaival az Igazságligában és a Kívülállókban való viszonyában. Supermannel való kapcsolatának ábrázolása az évtizedek folyamán élesen megváltozott. Míg Superman a képregény arany-, ezüst- és bronzkorában Batman legbizalmasabb barátjaként jelent meg, addig a modern korban, John Byrne The Man of Steel című minisorozatával kezdődően kapcsoltuk, világnézetükből adódóan egyre ridegebbé és kimértebbé vált, a kettejük közötti ellentét egyre jobban kirajzolódott. Mindezek ellenére Superman a modern történetekben is Batmanhez az egyik legközelebb álló szereplőként jelenik meg, gyakorlatilag az egyetlen szuperhősként, akire Batman, képességei és karaktere tekintetében, egyenrangúként tekint.
A történetekben Bruce Wayne legtöbbször nemtörődöm playboyként szerepel, de emellett Batmanként is számos nővel volt romantikus természetű kapcsolata. Ezek közül azonban egyik sem bizonyult tartósnak, és csak néhányuk időről időre visszatérő eleme a történeteknek. Az aranykorban a Wayne magas köreihez tartozó Julie Madison és Linda Page, majd a fotóriporter Vicki Vale került közel érzelmileg a szereplőhöz. Bob Kane és Bill Finger Batman ellenpárjaként, „barátságos bűnözőként” alkották meg Selina Kyle-t, Macskanőt, hogy az szexepilt kölcsönözzön a történeteknek. Macskanőnek ez az eredeti változata a bronzkorban mint Batmannel közös gyermekük, Helena Wayne, Vadásznő anyja jelent meg. A szereplő modern változata, hasonlóan elődjéhez, folytatta Batmannel a szerelmi és rabló-pandúr, macska-egér játékot. A ezüstkorban Kathy Kane, Batwoman, eredetileg Batman történeteinek homoszexuális olvasatainak cáfolataként kapott helyet a képregényben. A bronzkorban tűnt fel Talia al-Gúl, Rasz al-Gúl, egy nemzetközi terrorszervezet fejének lánya. A képregény modern korában szereplője volt Natalia Knight, Nocturna, aki szintén közel került Bruce Wayne-hez ugyanúgy, mint Batmanhez az éjszakai bűnüldözőhöz egyaránt. Az írók kedvelt témája és a történetekben Batman két leggyakrabban visszatérő kedvese Selina Kyle és Talia al-Gúl. Utóbbival a modern korban közös gyermeke is született, Damian Wayne.
Batmannek, mint törvényen kívüli igazságosztónak Gotham City rendőreinek mindennapi életére gyakorolt hatása volt a központi témája Greg Rucka és Ed Brubaker Gotham Central című képregényének. A 2003 és 2006 között megjelenő sorozatban maga Batman csak ritkán tűnt fel, de jelenléte közvetetten folyamatosan éreztette hatását. „Ha Mr. Fagy megöl valakit, az rengeteg túlórát fog jelenteni [a rendőrök számára] és végül azt, hogy a fényszórókat a háztetők felé kell irányítani. Azt fogja jelenteni, hogy ezek az emberek, akik különleges kiképzést kaptak, és akik felesküdtek a törvényes rend fenntartására és a polgárok védelmére, valószínűleg nem fogják tudni elvégezni a munkájukat, és engedniük kell, hogy azt egy ostoba kosztümbe bújt önkényes igazságtevő tegye meg helyettük” – nyilatkozta Michael Lark, a füzet rajzolója.

#### Ellenfelei
Batman megjelenésekor, az 1930-as évek végén csak Chester Gould Dick Tracy című képregényében bukkantak fel hasonlóan bizarr és groteszk gonosztevők, melyek nyilvánvaló hatással is voltak Bob Kane és Bill Finger szereplőjének ellenfelei kialakításában. A gonosztevők külső megjelenésükben személyiségüket, és bűntényeik elkövetési módszerét is tükrözik. Batman első két maradandónak bizonyult ellenfele az őrült sorozatgyilkos Joker és szexepiles „barátságos bűnöző”, Macskanő volt. Az évtizedek során számos alkotótól számos szereplő követte őket, közülők a legidőtállóbbak Pingvin, Rébusz, Madárijesztő, Kétarc, Gyilkos Krok, Méregcsók, Agyagpofa, Őrült Kalapos, Mr. Fagy, és Raz al-Ghul voltak.
Batman ellenfeleivel való kapcsolata hasonlóan összetett, és bizonyos tekintetben hasonló is, mint szövetségeseivel, akiket gyakran nem is enged magához olyan közel, mint halálos ellenségeit. Bár Batman üldözi a bűnözőket, sokukat közülük, ahogyan pártfogoltjait is, éppen tetteivel hívott életre és bátorított. Ezt a folyamatot mutatja be például Frank Miller The Dark Knight, Doug Moench Préda (Prey) és Jeph Loeb The Long Halloween című története. Ahogyan Sam Hamm egyik történetében elhangzik, Batman „villámhárítóként szolgál az elmebetegek egy bizonyos fajtája számára”, akiknek abszurd cselszövéseiknek egyetlen célja, a bosszú, a vagyon vagy hatalom megszerzésének látszata mögött mindig ugyanaz: hogy újra és újra szembeszállhassanak vele.

### Megjelenése és felszerelése
Batman öltözékét Bob Kane és Bill Finger együtt alakították ki Kane eredeti vázlatai alapján. A denevérek kinézetét utánzó, vámpírokat idéző fekete-szürke öltözék, a köpeny, és a hegyes fülekkel kiegészített csuklya alapvető vonásait tekintve – melyek célja, hogy „félelmet és tiszteletet” ébresszen a bűnözők szívében – Batman első 1939-es szereplése óta az évtizedek során alig változott. A szereplő eredettörténete szerint Bruce Wayne-t egy éjjeli órán szobájába berepülő denevér fenyegető kinézete ihlette bűnüldözői személyazonosságának megválasztására. Batman megjelenésének színösszeállítása ellentétes a képregényhősök hagyományosan világos színeivel, a pirossal, a kékkel és a sárgával, helyettük a negatív szereplők, illetve antihősök jellegzetes színeit ölti magára. Bár a képregényfüzetekben az öltözék eredetileg fekete színű elemei gyakran mélykéken jelennek meg, ez valójában a médium hagyományainak megfelelően a fényhatás érzékeltetését szolgálja. Batman öltözékének legszembetűnőbb módosítása 1964-ben, a Julius Schwartz szerkesztő által kijelölt új irányvonal keretében történet. A Batman mellkasán található denevérjelkép ekkor sárga, ovális hátteret kapott. Az olvasókat többnyire megosztotta a rejtőzködő, az éjszaka árnyaiban megbúvó szereplő feltűnő sárga jelvénye. Frank Miller 1986-ban megjelent, kritikailag elismert The Dark Knight című képregényében erre egyszerű magyarázattal szolgált Batman egyik belső monológjában: „Mit gondolsz, miért hordok céltáblát a mellkasomon? – A fejemet nem tudom páncélozni.” A sárga embléma egészen 2000-ig, a No Man’s Land című eseménysorozatig Batman öltözékének szabványos eleme maradt. Dennis O’Neil szerkesztő igen nagy szabadságot biztosított a képregények rajzolói számára, és nem ragaszkodott a minden részletében azonos ábrázolásmódhoz. „Mindenki szereti Batmant rajzolni, és mindenki szeretné belevinni a maga stílusát” – nyilatkozta O’Neil.
Batman a bűnüldözésben számos segédeszközt használ fel. Fegyverkészletének első, maradandóvá és jellegzetessé vált darabja különleges öve, mely számos eszközt tartalmaz. Az öv nem sokkal Batman első szereplése után, 1939-ben tűnt fel Gardner Fox The Batman Meets Doctor Death történetében. A gázpasztillákat néhány számmal később Batman jellegzetes fegyvere, a denevér formájú bumeráng, a „batarang” egészítette ki. A szereplő első jellegzetes közlekedési eszköze egy autogiró volt, melyet nemsokára további földi, vízi és légi járművek követtek. Ezek közül az évtizedek során a legjellegzetesebbé és legtöbb formában visszatérővé a Batmobile vált. Batman autója, melyet már első szereplése alkalmával is vezetett, kezdetben egy hétköznapi sedan volt, mely 1941-től denevért idéző elemekkel kezdett bővülni.

### Tevékenységeinek színhelye

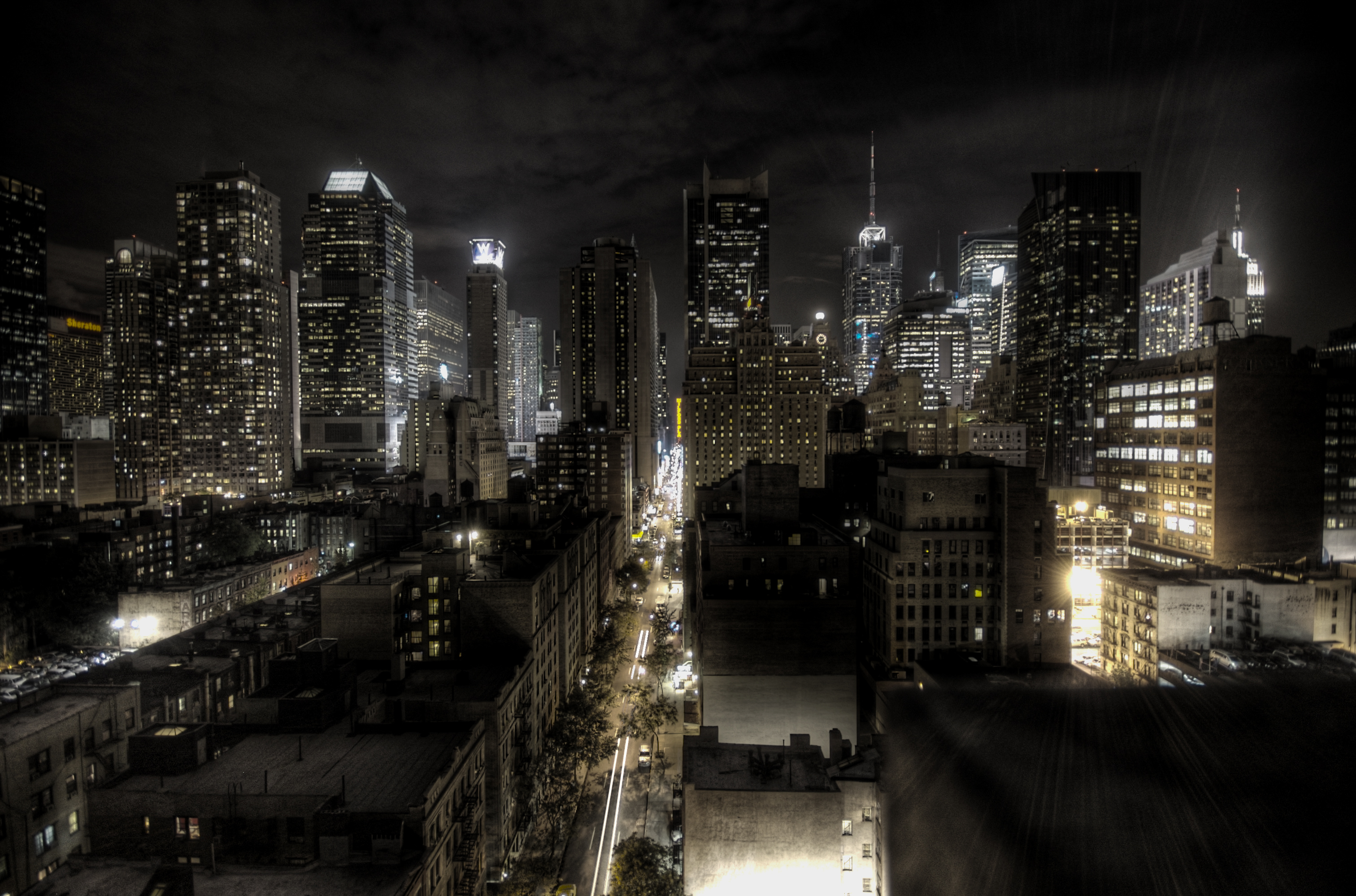
New York éjszakai látképe, mely Batman városát, Gotham Cityt is ihlette

Will Brooker megítélése szerint Batman tevékenységének színhelye egyike azon elemeknek, melyek meghatározzák a szereplőt, és mely vele, „mítoszával” kapcsolatban bevonult a köztudatba. Gotham Cityt legtöbb esetben csak kisebb vonásai különböztetik meg a legtöbb amerikai nagyváros képétől, legmarkánsabban Batman jelenléte, és az éjszakai égen gyakran feltűnő, denevér formájú jelzőfény csóvája, mellyel a rendőrség az álarcos igazságosztót hívja segítségül. A szereplő városának elnevezése 1941-ből, Bill Fingertől származik. A kitalált várost legtöbben New York Cityvel azonosítják, melynek a Gotham valójában egyik beceneve is. „Manhattan, a 14. utca alatt, hajnali háromkor, november 28-án, egy hideg évben” – jellemzi a várost Dennis O’Neil, aki Gothamet New York tükörképének, annak sötét oldalának tekinti. Ez a leírás a valódi New Yorkra vetítve magában foglalja Greenwich Village, SoHo, Bowery, Little Italy és Chinatown környékét, valamint a Brooklyn és Manhattan hidat. A város ábrázolásában a hangulat megteremtése volt az elsődleges szempont. Mark Cotta Vaz a „a holdsütötte éjszakák városának” írja le Gothamet. Jimmy Stamp megfogalmazásában „Gotham City nem csak képzeletbeli építészei álmának megvalósulása, hanem mindnyájunk városi paranoiájának megtestesülése”. Gotham látképe a Batman-történetek megjelenése során, alkotótól és kortól függően változott. Építészete központi eleme volt Alan Grant 1992-ben megjelent A pusztító (The Destroyer) című történetének, melyben egy megszállott volt építészhallgató Gotham elhagyott modern épületeit robbantja fel, hogy ismét felszínre emelje a régi város neogótikus épületeit. Gotham City képregénybeli új épületeinek és utcáink kialakítása Anton Furst Tim Burton 1989-ben bemutatott Batman című filmjének Oscar-díjjal jutalmazott látványtervei alapján történt. Az 1998 folyamán megjelenő Cataclysm című történet után, melyben egy hatalmas földrengés romba dönti a várost, Gotham modern üveg és acél metropolisként épül újjá, mely előrevetíti Christopher Nolan rendező 2005-ben bemutatott Batman: Kezdődik! című filmjében látható, Chicago-ihlette látképet. Míg Frank Miller iránymutató Az első év című történetében általánosan sötét, barátságtalan és velejéig romlott helynek mutatja be Gothamet, addig Grant Morrison a város vibráló, energiával teli vonzó oldalát is bemutatta a történeteiben. Bizonyos értelemben és megközelítésben Gotham City maga Batman.
Az Arkham Elmegyógyintézet, Batman legtöbb ellenfelének „börtöne”, Gotham városának és Batman világának gyakran visszatérő helyszíne. Arkhamot Dennis O’Neil alkotta meg egy 1974-es történetében, de az intézmény csak az ezt követő évek folyamán és számos alkotó közreműködésével, 1980-as években vált a jellegzetesen a szereplőhöz és városához kapcsolt elemmé. Az Elmegyógyintézet több Batman-kaland központi helyszíne volt, így például Grant Morrison Arkham Elmegyógyintézet, Alan Grant The Last Arkham, Dan Slott Arkham Asylum: Living Hell, Ed Brubaker The Man Who Laughs és David hine Arkham Reborn című történeteinek, valamint a Paul Dini írói közreműködésével fejlesztett Batman: Arkham Asylum videójátéknak.
A Wayne birtokon található kúria alatt található Batman főhadiszállása, a Denevérbarlang. A rejtekhely a szereplővel együtt fejlődött az évek során. Az 1940-es évek folyamán a kúriában található titkos labort és a Batman közlekedési eszközeit rejtő pajtát először egy föld alatti bunker, majd 1948-ra egy valódi barlangrendszer váltotta fel. A természetes föld alatti környezet ötletét Bill Finger a Popular Science című magazin egyik cikkéből merítette. A jellegzetes, Batmannek „a bűn felett aratott ezeregy győzelmének” dicsőségét hirdető trófeák gyűjteménye, melynek jellegzetes darabjai például egy mechanikus Tyrannosaurus és egy hatalmas Lincoln penny, először szintén a kúria egyik titkos szobája volt, és csak később vált a Denevérbarlang részévé.

### A szereplő homoszexuális olvasata

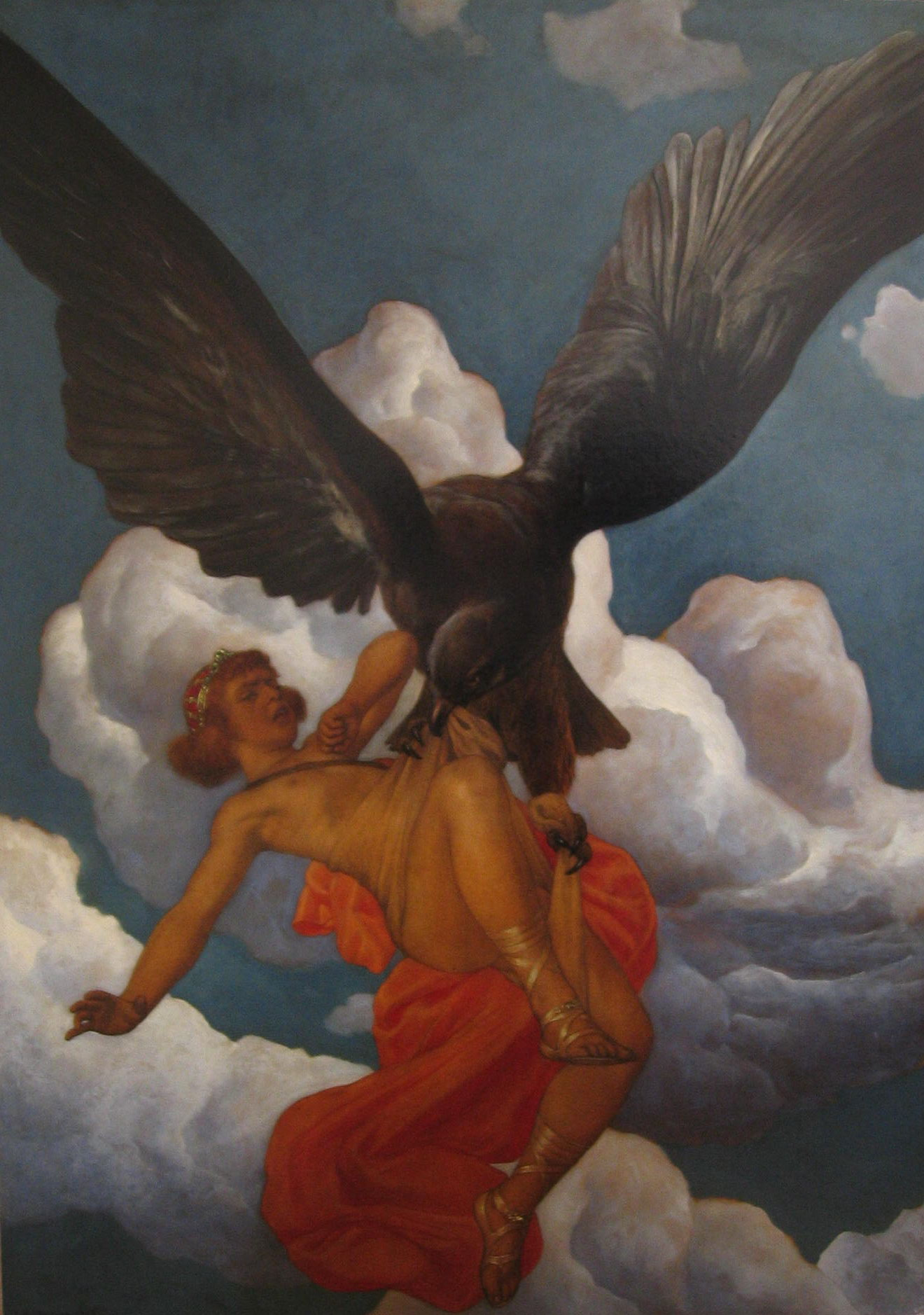
Fredric Wertham pszichiáter az 1950-es években Batman és Robin kapcsolatát görög mitológiai hasonlattal jellemezte. Zeusz Ganümédész trójai herceget sas képében elragadta, majd pohárnokává és szeretőjévé tette

Fredric Wertham 1954-ben megjelent Seduction of the Innocent című könyvében a képregényeknek a fiatalokra gyakorolt negatív hatását vizsgálta. Munkájában néhány oldalon egy másik, kaliforniai pszichiáter megfigyelésére alapozva, azt állította, hogy a Batman-történetek pszichológiailag homoszexuális tartalmúak, melyeket saját kutatásai is megerősítettek. Wertham értelmezése szerint ezek a történetek Batman és Robin között egy „kamasz és felnőtt közötti, avagy Ganümédész–Zeusz típusú szerelmi kapcsolatot” sugallnak. Ezzel az ábrázolással pedig a gyermekek már akkor szembesülnek, mielőtt még olvasni tudnának. Bruce Wayne és Dick Grayson közös életének ábrázolását Wertham a „homoszexuálisok vágyálmaként” írta le. Megállapítása szerint Robin gyakran női szerepben, az elrabolt és megmentendő félként jelenik meg. Wertham a történetek légkörét a homoszexualitás mellett nőellenesként is jellemezte, melyben a csinos nők rendszerint gonosztevők. Megállapítása szerint a Batman-típusú történetek tudat alatt stimulálhatják a gyermekek homoszexuális fantáziáit, tudatos szinten, serdülőknél pedig felélénkíthetik azokat. Wertham ezen állításait azzal támasztotta alá, hogy homoszexuális betegei közül többen is jól ismerték, és kedvelték ezeket a történeteket.
Wertham könyve még évtizedekkel annak megjelenése után is megosztja a képregényekkel és a populáris kultúrával foglalkozó kritikusokat és kutatókat. Les Daniels 1971-ben megjelent Comix: A History of Comic Books in America című könyvében úgy véli, hogy Wertham a fantázia teremtményeit, Batmant és Robint, úgy próbálta elemezni, mintha azok valódi emberek lennének, de homoszexualitásukra valójában semmilyen bizonyítékot nem mutatott fel. Az 1999-ben megjelent Batman: The Complete History című könyvében pedig megjegyzi, hogy természeténél fogva abszurd gondolat azon elmélkedni, hogy Batman és Robin mit csinálhatnak a zárt ajtók mögött, mivel azok a nyomtatott oldalakon kívül nem is léteznek. Mark Cotta Vaz 1989-ben megjelent Tales of the Dark Knight című könyvében leírt véleménye szerint Wertham az 1950-es évekre jellemző kommunistaellenes mccarthyzmus „öncélú bemocskoló taktikáját” követte, mellyel kihasználta a már évek óta növekvő képregényellenes hangulatot is. Megítélése szerint Wertham meg sem kísérelte állításait a „tradicionális tudományos metódusokkal” alátámasztani. A korabeli Batman-történetekre alapozva Vaz szerint „Bruce Wayne Gotham City leggyönyörűbb hölgyeinek csapta a szelet és feltehetően egészséges szexuális életet élt”, valamint alkalmanként még Dick Graysonnak is voltak ártatlan, romantikus kalandjai lány osztálytársaival.
Andy Medhurst 1991-ben, a The Many Lives of the Batman című gyűjteménykötetben megjelent Batman, Deviance, and Camp című esszéjében úgy vélte, hogy Batman több okból kifolyólag is érdekes lehet a meleg olvasók számára. Batman volt az első kitalált szereplő, akit vélt homoszexualitása miatt támadás ért. Medhurst Wertham könyvét „izgalmas és színpompás melodrámának” nevezi, melyet írója „a szociálpszichológia köntösébe bújtatott”. Werthamot McCarthyhoz és magához Batmanhez hasonlítja, akikben közös vonás, hogy egy számukra szent cél érdekében folytatnak kereszteshadjáratot. Írásában többször nevezte Werhamot homofóbiásnak, aki könyvében a homoszexualitást a nőgyűlölet szinonimájaként kezelte. Megállapítása szerint Werham feltételezése a szereplők homoszexualitásáról bizonyos vizuális jelek értelmezéséből származik. Bár igaz, hogy a homoszexuálisak, mint egy szubkultúra tagjai, valóban alkalmaznak vizuális „kódokat” a szexuális irányultságuk beazonosíthatóságára, de mindezek mellett különbséget kell tenni ezek valódi, és a Wertham által alkalmazott rutinszerű, sztereotípián alapuló azonosítása között. Akárcsak Daniels, Medhurst véleménye szerint is mindenekelőtt azt kell figyelembe venni, hogy Batman és Robin kitalált személyek, így valódi szexuális életükről értelmetlen lenne találgatásokba bonyolódni. A hangsúlyt ehelyett inkább az olvasók értelmezésére kell helyezni.
Will Brooker 2000-ben megjelent Batman Unmasked című könyvének második fejezetében szintén megvizsgálta Wertham állításait, valamint az azt ért, túlnyomóan negatív kritikákat is. Véleménye szerint Wertham szándéka nem a homoszexuálisak „boszorkányüldözése” volt, hanem a fiatalok iránti aggodalmának adott hangot egy olyan korban, melyben „a homoszexualitás hatalmas tabu” volt. Megítélése szerint Wertham könyvében tudatosan az akkori közízlést használta fel céljai eléréséhez. Azonban korához képest, melyben az egymástól igen távol álló homoszexualitás, a kommunizmus és a bűnözés „problémáit” igen hasonlóan kezelték, jóval kevésbé volt előítéletes, és a rasszizmus is távolt állt tőle. Wertham nem használt pejoratív jelzőket a melegekre, ahogyan azt a maga is homoszexuális Medhurst feltüntette esszéjében. Brooker megfigyelése szerint, az 1950-es évek sztereotip homoszexuális jegyei, illetve azok olvasata valóban felbukkannak a Batman-történetekben, még a Comic Code, a képregénykiadók öncenzúrájának bevezetése után is. Ezek közé tartozik többek között, hogy míg más szuperhősök és ifjú társaik, így például Superman és Jimmy Olsen, vagy Amerika Kapitány és Bucky kapcsolata csak bűnüldözői tevékenységük közben jelent meg a képregények oldalain, addig Batman és Robin családias magánéletének jelenetei is helyet kaptak a füzetekben.

#### Az olvasat hatása a szereplőre és történeteire, az alkotók és a kiadó álláspontja
Fredric Wertham írásának, a Comic Code általános bevezetésén kívül, Batman történeteire jelentős közvetlen hatása is volt, mely évtizedekkel később sem merült feledésbe. A National Publications, hogy még a homoszexuális utalások látszatát is kerülje Batman történeteiben, néhány év alatt a szokványos családmodellnek megfelelő „denevércsaládot” hoztak létre a szereplő körül. Batwoman Batman, Bat-Girl pedig Robin női megfelelőjeként jelentek meg, akik gyengéd érzelmeket is tápláltak a főhősök iránt. A korábban erőszakos bűncselekményeket bemutató történeteket teljesen felváltották a tudományos-fantasztikus kalandok. Még Batman legnagyobb ellenfele, a korábban őrült sorozatgyilkosként megjelenő Joker is csupán egyike lett a történetek kétbalkezes és mókás bűnözőinek. 1964-ben, nagyjából tíz évvel Wertham könyvének megjelenése után, Julius Schwartz vette át a Batman-füzetek szerkesztői feladatait. Schwartz tevékenysége nyomán Batman történetei hamarosan visszatértek a rejtélyes detektívtörténetek stílusához, valamint a Batman család legtöbb tagját is kivonta a történetek köréből. Az új irányvonal ellenére azonban Schwartz sem akarta felidézni a képregények bírálóiban Wertham írását. Batman és Robin hű komornyikját, Alfred Pennyworth-öt így a füzetek írói szintén eltávolították a sorozatból, helyére pedig egy új női szereplőt, Harriet nénit helyezték.
Az 1966-ban indult Batman című televíziós sorozat a képregényekre, így Schwartz munkájára is nagy hatást gyakorolt. A sorozat az 1960-as években elterjedt játékos, komolytalan és kétértelmű utalások által jellemzett camp stílust képviselte, mely irányzatot a homoszexuális szubkultúrához is több szál fűzte. Andy Medhurst megítélése szerint Wertham olvasata ekkorra már gyökeret vert az olvasók és nézők tudatában, és ez alól a műsor alkotói sem képzetek kivételt. A Batman alkotói, köztük az ABC és William Dozier producer nyilatkozataikban azonban igyekezték elhárítani azokat a kritikákat, melyek homoszexuális utalásokat véltek felfedezni a sorozatban. A heteroszexuális környezet erősítése céljából bevonták a sorozatba a képregényben korábban feltűnt Harriet nénit, valamint egy másik új női szereplőt, Barbara Gordont, Batgirlt. Will Brooker megítélése szerint a televíziós sorozat nélkül a Wertham-féle homoszexuális olvasat lassan elhalványult és eltűnt volna a köztudatból. Bár a műsor kétértelműségét oktatók és kritikusok egyaránt bírálták, viharos népszerűségére ez nem volt hatással. Batman és Robin kapcsolatának homoszexuális értelmezése a 20. század fennmaradó évtizedeiben is időről időre visszatérő téma maradt különböző újságcikkekben, kritikákban és tanulmányokban. Az évszázad végén elsősorban Joel Schumacher rendező 1995-ös Mindörökké Batman (Batman Forever) és 1997-es Batman és Robin (Batman and Robin) című filmjei kapcsán, melyek sokat merítettek az 1960-as évek televíziós sorozatának camp stílusából.
A képregényalkotók általános álláspontja szerint Batman nem homoszexuális, és egyetértenek abban is, hogy mindez értelmezés kérdése. Dennis O’Neil, aki 1986-tól 2000-ig volt szerkesztője Batman történeteinek, úgy nyilatkozott, hogy ennek oka nem egyfajta konzervativizmusból következik, hanem csupán abból, hogy egy ilyen megközelítés túl heves, és nem kívánt reakciókat váltana ki. „Nem vagyok benne biztos, hogy ezt a harcot érdemes lenne-e megvívni.” – mondta O’Neil. A DC Comics ugyanakkor hivatalosan igyekszik fellépni a szereplő homoszexuális interpretáció ellen. Így például 2000-ben megtiltotta a Batman 79., 92., 105. és 139. számaiból négy panel illusztrációként való felhasználását Christopher York, az International Journal of Comic Art című szaklapban megjelenő All in the Family : Homophobia and Batman Comics in the 1950s című írásához. A kiadó 2005-ben jogi lépések kilátásba helyezése mellett felszólította a New York-i Kathleen Cullen képzőművészeti galériát, hogy vonja vissza termeiből, valamint az Artnet művészeti weboldalt, hogy távolítsa el oldalairól Mark Chamberlain festő egyes festményeit, melyeken a művész Batmant és Robint explicit szexuális helyzetekben ábrázolta.

## Megjelenése a képregény médiumán kívül
Batman első szereplése a képregényfüzeteken kívül a saját nevét viselő, 1943-ban induló képsorban volt. Bár az újságokban napi rendszerességgel megjelenő néhány paneles epizódok népszerűsége meg sem közelítette az antológiákban olvasható kalandokét, Bob Kane, Batman megalkotója igen lelkesen fogadta az új médium lehetőségeit, és teljes munkaidejét annak szentelte. Az 1943 és 1946 között megjelenő képsoron Kane mellett más alkotók is dolgoztak, köztük Alvin Schwartz és Don Cameron írók. Batman az évtizedek folyamán még számos alkalommal tért vissza különböző képsorokban, így 1953-ban, 1966 és 1974, 1978 és 1985, valamint 1989 és 1991 között. Az újságok mellett az 1940-es évek Amerikájában, a televízió széles körű elterjedése előtt, a rádió és a mozi szintén kiemelkedően népszerű tömegszórakoztató és tájékoztatási médiumnak számított. Bár Batmannek soha nem volt önálló rádiójátéka, vendégszereplőként több alkalommal is visszatért Superman 1940 és 1951 között sugárzott The Adventures of Superman című műsorában. A filmszínházak 1943-ban kezdték vetíteni a Columbia Pictures 15 epizódból álló Batman című filmsorozatát. A képregénnyel ellentétben a filmsorozatot jóval intenzívebben áthatotta a második világháborús amerikai hazafias propaganda. Cselekményében az álarcos igazságosztó és társa egy japán kém ellen küzdöttek. A második, szintén 15 epizódos sorozat Batman and Robin címen csak évekkel később, 1949-ben került a mozikba.

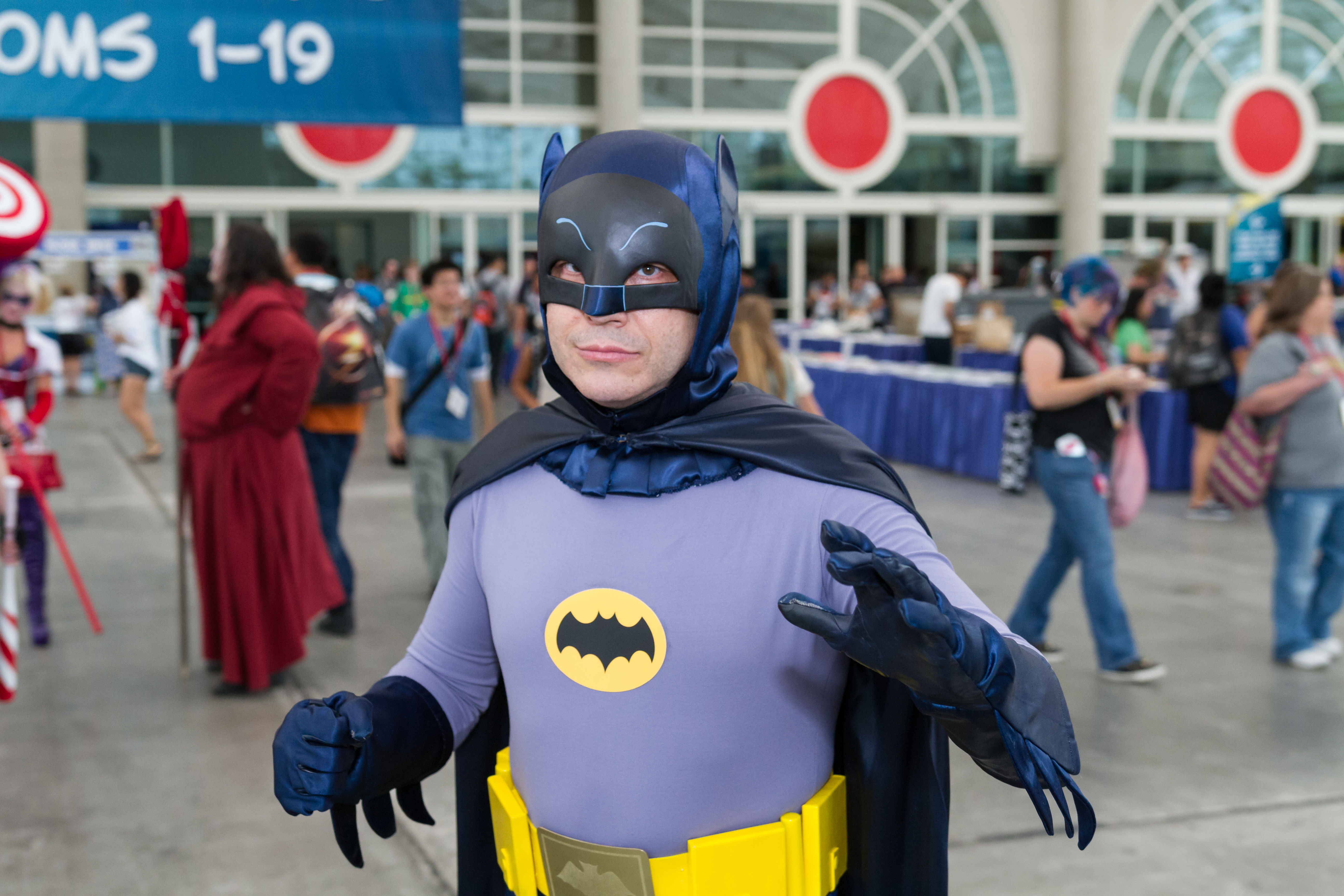
Egy rajongó az 1966-os Batman sorozatból ismert jelmezben.

Batman addigi, képregényfüzeteken kívüli legsikeresebb szereplése az 1966 és 1968 között, az ABC-n sugárzott televíziós sorozatában volt. A műsor az Egyesült Államokban a populáris kultúra egyik sokat idézett jelenségévé vált, mely egyben az alacsony eladott példányszám miatt megszűnéssel fenyegetett Batman-füzeteket is megmentette. A sorozatban Batman szerepében Adam West, Robinéban Burt Ward volt látható. A camp stílust képviselő, kétértelmű és abszurd humorú műsor viharos népszerűsége azonban már a második évad sugárzása idején csökkenni kezdett, amit a harmadik évad végén, 120 epizód és egy mozifilm után meg is szüntettek. A CBS a televíziós sorozat hatására 1986-tól kezdte sugározni a The Batman/Superman Hour című animációs sorozatot. 1968 és 1977 között a Filmation gyártásában készült, alacsony költségvetésű szombat reggeli rajzfilmsorozatnak 33 epizódja került adásba Batman főszereplésével. 1973 és 1986 között Batman visszatérő szereplője volt a Hanna-Barbera stúdió által gyártott Super Friends című animációs sorozatnak, és vendégszereplőként feltűnt a gyártó Scooby-Doo újabb kalandjai (The New Scooby-Doo Movies) című rajzfilmjének két epizódjában is.

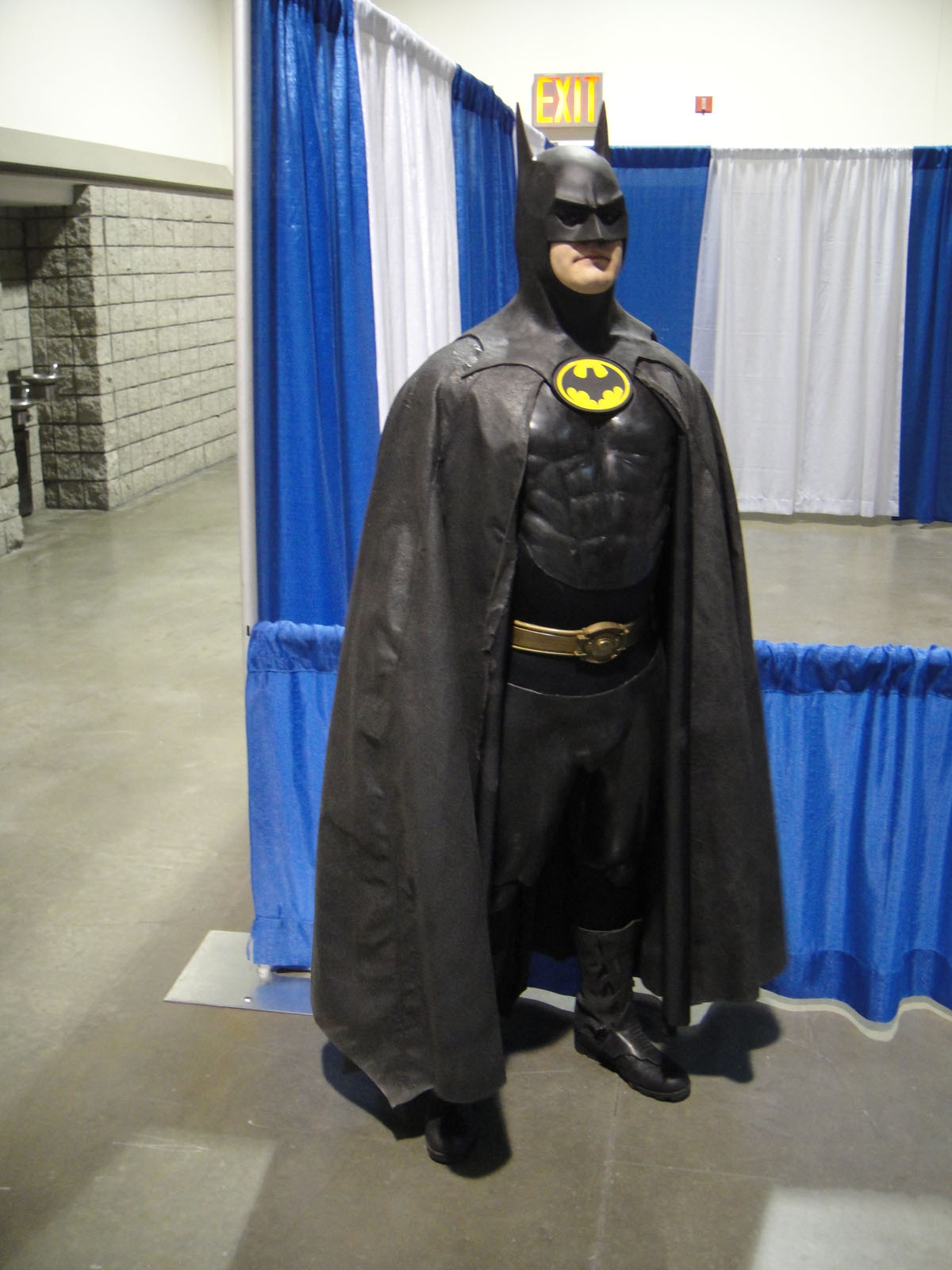
Az 1989-es Batman c. filmből ismert kosztüm egy rajongó viseletében.

Az 1980-as évek második felében a DC Comics egyre nagyobb kívánt biztosítani bizonyos képregényalkotók számára, hogy azok szakítva a megszokott ábrázolásmóddal saját elképzelésük szerint alakítsák szereplőik történeteit. Tim Burton rendező Michael Keaton főszereplésével 1989-ben bemutatott Batman című filmje szintén egy ilyen egyedi látásmódot képviselt. A film nem kifejezetten a képregények olvasóit, hanem egy jóval szélesebb nemzetközi közönséget célzott meg. Bár Burton műve korántsem aratott osztatlan sikert Batman hűséges rajongói között, költségvetésének többszörösét termelte meg a Warner Bros. filmstúdió számára, több díjat is elnyert, valamint az Egyesült Államokon és a képregényolvasók táborán kívül is ismertebbé tette a szereplőt. A film folytatása Batman visszatér (Batman Returns) címen 1992-ben került a mozikba. A sorozat két következő, utolsó darabjában, az 1995-ös Mindörökké Batmanben és az 1997-es Batman és Robinban Burtont Joel Schumacher, Keatont az előbbiben Val Kilmer, az utóbbiban George Clooney váltotta le. Számos kritika Schumacher filmjeit az 1960-as évek televíziós sorozatához, annak camp stílusához hasonlította.
Batman kritikailag leginkább elismert animációs sorozata, a Batman: A rajzfilmsorozat (Batman: The Animated Series) Bruce Timm és Eric Radomski producerek nevéhez fűződik. A Fox 1992 és 1995 között sugározta a műsort, melynek során az több Emmy-díjat is elnyert. Az új megközelítésű, a film noir légkörében és az art déco környezetében játszódó animációs sorozat két további jelentős közreműködője Paul Dini író és Kevin Conroy, Batman szinkronhangja volt. A Batman: A rajzfilmsorozat sikere a képregényekre is hatással volt. Stílusát követve a The Batman Adventures című, rendszeres megjelenésű füzet, valamint Dini és Timm közös képregénytörténete, a Mad Love is, melyet 1994-ben Eisner-díjjal tüntettek ki. Conroy a televíziós sorozatot követően szinte Batman állandó szinkronhangjává vált, így például a szereplő szintén az ő hangján szólalt meg a Batman: Arkham Asylum, a Batman: Arkham City és a DC Universe Online című videójátékokban is. A sikeres Batman: A rajzfilmsorozat alkotói csapata még több, nem kizárólag Batmanhez-kötődő animációs sorozaton közreműködött a Warner Bros. Animation számára az 1990-es és 2000-es évek folyamán, ők készítették a The New Batman Adventures, a Batman of the Future és az Igazság Ligája (Justice League) című sorozatokat is. A 2004 és 2008 között sugárzott Batman (The Batman) és a 2008 és 2011 között sugárzott Batman: A bátor és a vakmerő (Batman: The Brave and the Bold) című sorozatok már más alkotói csapattal, és Batman szerepében más szinkronhanggal készültek.

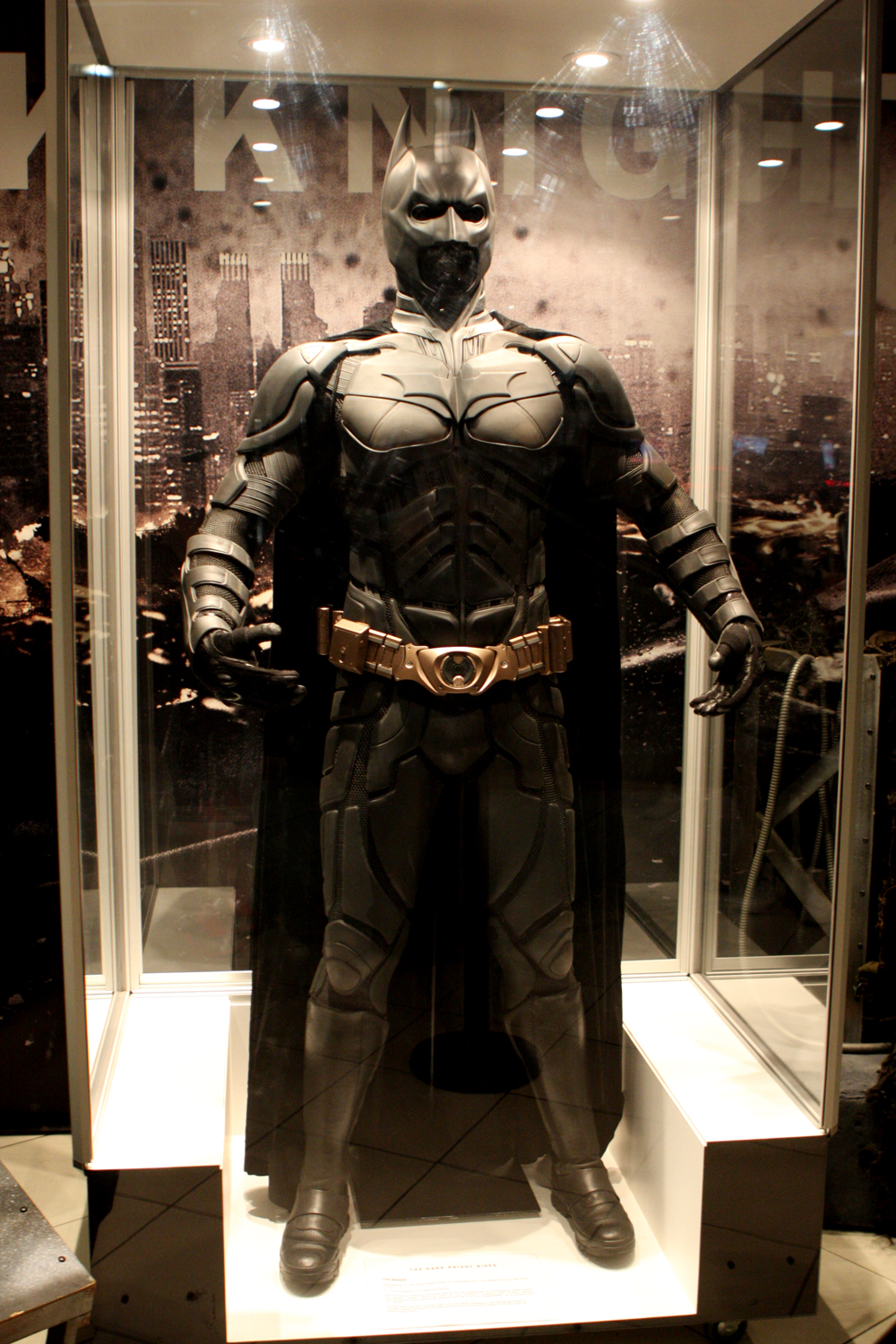
A sötét lovagból ismert jelmez.

Batman a mozikba a 2000-es évek második felében, Christopher Nolan rendezésében és Christian Bale főszereplésével bemutatott Batman: Kezdődik! (Batman Begins) és A sötét lovag (The Dark Knight) című filmekkel tért vissza, melyekben kiemelt fontosságúnak tartották, hogy Batman világát realistává tegyék. Üzleti szempontból és kritikai megítélése tekintetében mindkét film kimagaslóan sikeresnek bizonyult. A két film összbevétele 1.378,8 millió dollár volt. A harmadik, egyben utolsó film a trilógiában a Sötét lovag – Felemelkedés volt. Ennek az összbevétele 1.081,0 millió dollár, ezzel a világ 15. legsikeresebb filmje.
2014-ben indult el a Gotham tv-sorozat a Fox csatornán, mely részben Batman, részben Batman-hez kapcsolható karaktereknek előzményét mutatja be. A sorozatban David Mazouz játssza az ifjú Bruce Wayne-t, aki minden eszközt megragadva próbálja megtalálni szülei gyilkosát. A sorozatot máig gyártják. 2016-ban Batman visszatért a mozivászonra, hála a DC-moziuniverzumnak, mely koncepcióját tekintve hasonlít a Marvel-moziuniverzumhoz. Egy crossoverekre épülő világ, melyben a filmek cselekményei egymásra is hatással vannak.. Eme szuperhős univerzum kiépítése Az acélember című Superman filmmel kezdődött, melynek folytatása a Batman Superman ellen – Az igazság hajnala lett, melyben Ben Affleck alakítja Batmant. A színész szerepeltetését a rajongók hatalmas gyűlölettel fogadták, külön indítványozták, hogy ne ő kapja a szerepet. A film kijövetele után, nem csak, hogy megváltozott a rajongók véleménye, de sokan a legjobb Batmannek kiáltották ki. A moziuniverzumban fel fog még tűnni a Suicide Squad – Öngyilkos osztag és Az Igazság ligája című filmekben.

## Magyar hang

### Filmek
Az animációs filmek félkövérrel vannak szedve.
- Batman: Hirtling István
- Batman visszatér: Gyabronka József
- Mindörökké Batman: Forgács Péter
- Batman és Robin: Szabó Sipos Barnabás
- Batman: Kezdődik!: Fekete Ernő
- A sötét lovag: Fekete Ernő
- A sötét lovag – Felemelkedés: Fekete Ernő
- Batman: A rajzfilmsorozat: Sótonyi Gábor
- Batman: Gotham lovagja: Fekete Ernő
- Az Igazság Ligája – Az új küldetés: Dányi Krisztián
- Superman/Batman: Közellenségek: Sótonyi Gábor
- Az Igazság Ligája: Két Földi válság: Sótonyi Gábor
- Batman Superman ellen – Az igazság hajnala: Széles Tamás
- Batman: Hajdu Tibor